# ちい散歩
『ちい散歩』（ちいさんぽ）は、2006年4月3日から2012年5月4日までテレビ朝日で放送された紀行番組（散歩番組）・情報番組・通販番組であり、俳優・地井武男の冠番組である。タイトルの通り「散歩」に着目した番組であり、テレビ朝日平日午前10時台前半（月 - 金曜9:55 - 10:30（後に金曜は - 11:00））は本番組より『散歩シリーズ』となる。ただし『散歩シリーズ』は公式なシリーズ呼称ではない。
散歩ブームの火付け役として知られ た番組となった。
主に関東ローカルで放送していたが、BS朝日やCS放送（スカパー!）の旧・テレ朝チャンネル（現：テレ朝チャンネル1 ドラマ・バラエティ・アニメ）と朝日ニュースター（現：テレ朝チャンネル2 ニュース・情報・スポーツ）でも全国放送され、また地上波一部地域でも番組販売の形で放送された。
なお、6年間における放送回数は1518回となる。

## 概要
メイン企画は、東京近郊のスポットを地井武男が訪れ、散歩するという内容。散歩中にその土地の店に立ち寄ったりして交流を深めながら、街の紹介をしていくものだった。
番組タイトルの題字と、タイトルバックなどで使用されるタンポポの水彩画は、地井本人が手掛けた。なお、タイトル題字は黄色とオレンジ色を用いた「ちい 散歩」と、グラデーションを施したものであり、また、地井が動くアニメーションはイラストレーターのマサルが担当。なお、オープニングの見所紹介や散歩の終わりの地井の絵手紙などにはスケッチブックを模ったフレームが使用された。
散歩コースは主に東京都区部を中心に東京圏を散歩した。まれに関東地方の他の地域も散歩し、時には日本各地やハワイへも赴いた。
地井はこの番組がきっかけで"散歩の達人"として知られるようになった。2008年3月19日付の日刊スポーツのインタビューで地井は、散歩と番組に対する思いと、散歩を十分に楽しむための心得を語っていた。また、地井は2011年6月のメディア取材で「（台本を）読むのは打ち合わせのときの1回だけ。場所を訪ねると同時に人を訪ねる番組で、偶然の出会いや会話を大事にしたいから、計画通りにいかないこともある」と語り、番組の信条は映像を凝らない事で「生活の空間の"間"（ま）をそのまま切り取ってる。人の目線の高さで、あるがままがいい。これからもそんな番組でありたい」（地井）としていた。また、プロデューサーの岡崎利貞曰く「実は新しいことに挑戦した番組だった」と語っている。
この番組の成功により、その後各局でも有名人らの散歩番組が多く制作・放送される 等、様々な影響を生む。
後述する放送終了まで6年1か月にわたって続き、後番組として俳優・歌手の加山雄三 が散歩人を務めた『若大将のゆうゆう散歩』（2012年5月7日 - 2015年9月25日）、さらにその次の後番組として2015年9月28日より放送中のタレント・俳優の高田純次が散歩人を務めている『じゅん散歩』 へと続く、テレビ朝日平日午前10時枠「散歩シリーズ」の確立へとつながっていく。

### 番組の終焉と地井の病死
2012年1月末に地井が緊急入院、心臓疾患の治療に専念するとしてそのまま休養に入った。これにより番組の収録ができなくなり、2月29日放送分より、これまでの放送から厳選・再編集した名場面集を放送するとともに、オープニングコーナーとして「地井さんの絵手紙」を流し、その後に本編に入っていた。なお、木曜日は2月16日以降オープニングトークなどを廃止（木曜日を参照）、また、エンディングでは3月下旬以降、これまで番組終了直前に流していた募集告知を取り止めた。
テレビ朝日は番組の打ち切りについて、2月の時点では否定、4月以降も番組を継続 しながら地井の復帰を待つ方針をとっていた。しかしながら、地井の療養は長期化し、同局は4月6日、地井サイドからの連絡が決定打となり「5月4日で番組を終了する」ことを発表。早期の現場復帰を望んでいた地井にとっては心残りのまま、また、テレ朝サイドにとっても苦渋の番組終了決断であった。なお、地井は以下のようにコメントを出した。
最終回のエンディングにて、地井の直筆による視聴者への手紙（後述）が紹介され、番組は6年1か月1週、1518回 に亘る歴史に幕を下ろした。そして、翌週5月7日より後番組となる『若大将のゆうゆう散歩』が放送開始となった。
同局では地井の回復・復帰を待って、特別番組『ちい散歩スペシャル』として制作・放送することを目指していた。ところが、番組終了から8週間後の6月29日、地井は心不全により死去（享年71）。翌6月30日には追悼番組として『ちい散歩 ありがとう!地井さん 6年間 3,227,000歩の軌跡』が放送された。また7月10日 - 16日の1週間、銀座三越にて、地井が番組で描いた絵手紙563枚 を展示した『ちい散歩 地井さんが描いた563枚の絵手紙展』が開催された。また8月6日には東京・青山葬儀所にて地井の「お別れの会」が開催され、番組共演者（ラッシャー板前、生稲晃子ら） など、延べ2300人が地井に最後の別れをした。地井の遺影は2009年4月13日放送「新宿御苑」編の撮影時に桜をバックに撮影したものを使用。また8月11日には地井の追悼特別番組も放送された。
なお、2012年11月14日に番組特選DVD-BOX『ちい散歩傑作選〜日本の四季を感じて〜』が「テレ朝通販 Ropp!ng」にて限定発売された。

#### 地井による直筆の手紙
最終回で紹介した地井の直筆による視聴者への手紙（3枚綴り）の文面は次の通り。

## 番組の歴史・記録等
1980年代から1993年まで人気クイズ番組『100万円クイズハンター』（司会：柳生博） で名を馳せ、その後も再放送番組や民教協制作番組などを放送してきたテレビ朝日の平日午前10時枠前半（10:00 - 10:30→9:55 - 10:30）枠。テレビ朝日では同枠を2002年4月より関東ローカルの生活情報番組枠 に転換するも低迷が続いたため、これまでの情報番組枠を路線転換する形として、2006年4月、新たに紀行番組をスタートした。これが『ちい散歩』の誕生である。なお、本番組の前番組である『いま得!』末期に著名人らによる散歩企画が連日放送されていたことから、この番組の開始につながった。
2006年
- 4月3日午前9時55分、放送開始。第1回放送では浅草を散歩した（以後、何度か浅草を散歩している）。
- 6月6日、地井が東京23区を離れ、初の多摩（吉祥寺）を散歩。
- 8月21・22両日、秋葉原を初の前後編で散歩した。
- 8月25日、金曜日の企画として「特選・ちい散歩」を開始。
- 9月7日、木曜日企画「土井善晴の食卓の美味しいおかず」のアシスタントとして、久保田直子（テレビ朝日アナウンサー）が加入。（ - 2009年3月）
- 9月27日、水曜日の企画として「昭和散歩」を開始（ - 2008年12月。以後も傑作選を放送）。
- 10月4日、BS朝日での週1回放送を開始（ - 2012年6月30日）。

2007年
- 3月30日、アシスタントを務めた村上祐子（テレビ朝日アナウンサー）が降板。
- 4月2日
  - 当日及び3日の両日、地井が初めて東京を離れ、初の神奈川県（横浜石川町・元町）を散歩。
  - 村上祐子アナウンサーの後任アシスタントとして、当時入社3年目の矢島悠子（テレビ朝日アナウンサー）が加入。また、新レギュラーとして生稲晃子（女優）が加入。
  - 通販コーナー「いいものさがし ちい散歩くらぶ」開始。
- 5月3・4両日、初の祝日スペシャルを放送。
- 7月9日、初の千葉県（浦安）を散歩。
- 7月30・31両日、初の埼玉県（川越）を散歩。
- 10月より、ANN系列局で順次放送開始（第1号は秋田朝日放送）。
- 10月13日、初の栃木県（日光）を散歩。祝日拡大版『ちい散歩日光スペシャル』と題して放送。

2008年
- 4月2日、「いいものさがし ちい散歩くらぶ」レギュラーに、たけし軍団のラッシャー板前が加入。地井に代わり水・木曜のコーナー司会を担当。
- 4月3日、木曜日企画「商店街散歩 生稲がいく」を開始（ - 2010年3月）。
- 8月25日 - 27日の3日にわたり、地井の郷里である匝瑳市八日市場を散歩。2011年まで毎年散歩した。
- 9月15日より『スーパーモーニング』の祝日延長廃止に伴って休止されることはなくなり、年末年始を除き毎日放送されるようになる。
- 11月2日、CS放送テレ朝チャンネル（現：テレ朝チャンネル1 ドラマ・バラエティ・アニメ）での放送を開始[注 12]。
- 11月6日、木曜日の不定期企画として「土井善晴のおいしい散歩」開始（ - 2009年3月）。

2009年
- 1月7日、水曜日「ひと駅散歩」を開始。
- 2月2日、「骨骨☆10秒体操」コーナーを開始。長谷愼一が加入。
- 3月26日、「土井善晴の食卓の美味しいおかず」の終了に伴い、木曜日にレギュラー出演していた土井善晴（料理研究家）と久保田直子アナウンサーが降板。
- 4月3日より金曜日の放送時間を11:00まで延長、65分に拡大。
- 4月9日、月1回木曜日企画「流行（はやり）もの散歩 矢島がいく」を開始（ - 2010年3月）。
- 5月4日
  - 当日及び5日の両日、レギュラー放送では初の栃木県（足利）を散歩。また11・12日両日は栃木を散歩した。
  - 長野朝日放送での同時ネット開始（月〜木曜）。
- 10月12・13日両日、番組開始以来初めて地井が関東を離れ、長野県（小布施、長野市松代）を散歩した。
- 11月23・24日両日、番組史上最北となる北海道（函館）を散歩した。未放送地域でロケが行われたのはこれが初。

2010年
- 1月8日、金曜日の通販コーナーとして「いいものさがし 寺門ジモンのウマすぎて御免」を開始（ - 4月。以後「寺門ジモンのウマすぎてご招待!!」に改め、祝日拡大版SPにて放送）。ダチョウ倶楽部の寺門ジモンが加入。（ - 2011年11月）
- 1月11・12両日、初の茨城県（筑波山）を散歩。
- 3月22日 - 26日の1週にわたり、番組史上初の海外ロケとなるハワイを散歩した。
- 4月1日、「木曜散歩」を開始（企画についてはこちらを参照）。月1回レギュラーとして東幹久（俳優）が加入、久保田直子アナウンサー、土井善晴が復帰。
- 4月19日、放送1000回を達成。この日は北千住を散歩した。
- 4月29日、祝日拡大版スペシャルを開始（以後年数回、祝日拡大版を実施）。最初の回は高尾山を散歩した。
- 9月20・21両日、東北地方初となる秋田県（仙北市角館）を散歩。9月23日の拡大版でも横手市増田を散歩した。
- 12月20・21両日、同年12月に東北新幹線が新青森まで全線開業したのを記念して、青森県（青森）を散歩。また12月23日の拡大版でもむつ市大畑を散歩した。
- 12月30日の年末スペシャル『ちい散歩 '10年末スペシャル』にて、初の静岡県と山梨県を散歩。富士山周辺部を訪れ、静岡側は富士宮、山梨側は忍野を散歩した。

2011年
- 1月17日の放送で山梨県（甲州市塩山）、また1月24日には静岡県（三島）をそれぞれレギュラー放送では初めて散歩した。
- 2月28日・3月1日の両日、伊豆大島を散歩。これで東京都の3地区（23区、多摩、島嶼）を全てを散歩したことになる。
- 3月14・15両日、11日に発生した東日本大震災関連の報道特別番組のため放送休止。また21・22両日は茨城県（鹿嶋、潮来）を散歩する予定が、内容を大幅変更（こちらも参照）。
- 4月22日の放送より、茨城県のインフォマーシャル『磯山さやかの旬刊!いばらき』を挿入開始（ - 2018年3月30日）。
- 6月27・28両日、番組史上最西となる九州地方に初上陸し、福岡県（北九州市小倉、門司港）を散歩した（同時に西日本も初めて散歩した）。
- 7月18・19両日、中国地方初上陸となる山口県（下関）を散歩した。
- 8月22・23両日、群馬県（高崎、桐生）を散歩。これで関東1都6県全てを散歩したことになる。
- 12月25日、番組史上初の全国ネットとなる『ちい散歩スペシャル 秋の京都ぶらり新発見!』を放送。近畿地方では初となる京都府（京都）を散歩した。
- 12月30日、年末スペシャル『ちい散歩 '11年末SP 最後の富士山スペシャル』を放送。

2012年
- 1月30日、地井が視野が狭いことを訴え緊急入院[22]。収録への影響が心配されたが、テレ朝はこの時点でこれまでに収録されたものがあり、影響はないとしていた[23]。
- 2月28日放送の「京王よみうりランド」編が番組最後の散歩（収録順では2月21日放送の「布田」編が最後[注 13][24]）になった。
- 2月29日、地井の病気休養に伴い、過去の傑作選を中心に放送することになる。同時に冒頭で「地井さんの絵手紙」を放送（金曜日を除く）。
- 3月5日放送の「栃木県足利市」編（2009年5月4日・5日放送を再編集）で、レギュラー放送最高視聴率となる9.4%を記録[10]（関東地区、ビデオリサーチ調べ）
- 3月22日、東急百貨店東横店で開催の「寺門ジモン厳選!夢のウマすぎグルメ祭」会場から生中継。
- 4月2日〜
  - BS朝日での月 - 木曜のベルト放送開始（2週遅れ、 - 5月17日）。
  - CS放送朝日ニュースター（現：テレ朝チャンネル2 ニュース・スポーツ）での放送開始（月 - 水曜→月 - 木曜。 - 7月31日）[注 14]
- 4月6日、番組終了を発表。地井が同局を通じてマスコミ向けにコメントした[11][12][13]。
- 5月4日、レギュラー放送最終回（第1518回）。地井のこれまでの散歩を振り返る名場面と、地井の直筆による視聴者へのメッセージが放送された[16][21]。
- 6月29日、地井が心不全のため逝去（満70歳没）[16]。
- 6月30日
  - 地井の追悼番組として『ちい散歩 ありがとう!地井さん 6年間 3,227,000歩の軌跡』（10:00 - 11:45、関東ローカル）を放送。
  - BS朝日では、この日放送の「鹿嶋市鹿島神宮」編[注 15] を最後に全ての放送を終了した[注 16]。
- 8月11日、地井の追悼番組として『追悼・地井武男さん…ちい散歩 昭和の風景傑作選』（10:00 - 11:45、関東ローカル）を放送。
- 11月10日、番組DVDの発売記念番組として『ちい散歩傑作選スペシャル〜日本の四季を感じて〜』（10:00 - 11:45、関東ローカル）を放送。
- 11月14日、番組特選DVD-BOX『ちい散歩傑作選〜日本の四季を感じて〜』発売[19]。
- 12月30日、年末特番として『ちい散歩傑作選年末SP〜初公開!幻のちい散歩〜』（6:00 - 8:00、関東・中京地区ほか）を放送。東日本大震災の影響で放送されなかった「潮来」編をテレビ初放送。

2016年
- 10月22日、散歩シリーズ10周年記念特番として『じゅん散歩超デラックス〜若大将とまさかの爆笑ゆうゆう散歩 ちい散歩から10年!名場面も一挙公開〜』（9:55 - 11:40、関東ローカル）放送。

| 放送回数 | 総歩数      | 総距離    | 訪問地  | 絵手紙枚数 |
| -------- | ----------- | --------- | ------- | ---------- |
| 1518回   | 3,227,000歩 | 2581.6 km | 833ヵ所 | 563枚      |

| 回   | 放送日        | エリア |
| ---- | ------------- | ------ |
| 01   | 2006年4月3日  | 浅草   |
| 1000 | 2010年4月19日 | 北千住 |

|              | 放送日        | 内容           | 視聴率 | 備考      |
| ------------ | ------------- | -------------- | ------ | --------- |
| 番組全体     | 2007年10月8日 | 日光スペシャル | 10.5%  |           |
| レギュラー版 | 2012年3月5日  | 栃木県足利市   | 9.4%   | [ 注 17 ] |

（※関東地区、ビデオリサーチ調べ）

## 放送内容
以下曜日別の内容は、テレビ朝日でのレギュラー放送による。

### オープニング
番組開始とともに、代々木公園から地井が登場し「皆さん! 最近歩いてますかぁ!? 散歩っていいですよ! さぁ、散歩に出かけましょう!!」の掛け声で、両手と両腕を広げるポーズをし、テーマ曲『ほのか』（BIGBELL）が流れ、スケッチブックが登場して、パラパラアニメーションと「散歩は 大人の休み時間 一歩 踏み出せば 冒険が始まる」の文字が表示され、タイトルロゴが表示される。
月・火曜日はタイトルとともに、地井がその日の散歩コースを駅前から紹介する。開始初期から2年ほどは「今日の散歩コースは「○○」」とテロップ表示していたが、2008年あたりからは「「（都道府県）（区市町村）」「○○」」に変わり、さらに3駅区間の路線図が表示されるようになった。続けて別の音楽が流れ提供（上下に放送内容を1行ずつ表示）、さらに青空をバックにスケッチブックを模したフレームが現れ、萩野志保子（テレビ朝日アナウンサー）のナレーションで番組の見所を紹介。その際は画面右上に「ナレーション萩野志保子（テレビ朝日アナウンサー）」、下側に大きく「今日の散歩コースは「○○」」と表示、続けてCM明けに本編に入る。
水曜日はタイトルの後すぐ音楽が変わって萩野のナレーションで当日の企画を紹介した後提供画面となり、萩野のナレーションで当日の見所、疋田由香里のナレーションで通販の商品をそれぞれ紹介。CM明けにコーナーに入る。
木曜日は地井・矢島らがスタジオから登場して挨拶し、その日の企画と見所を軽く紹介した後、提供画面→当日の企画の見所（ナレーション：萩野）→通販の商品（ナレーション：疋田）を紹介。CM明けにコーナーに入る。
金曜日は月・火曜日と同様の出だしの後、提供画面→当日の企画の見所（ナレーション：萩野）→通販の商品（ナレーション：疋田）を紹介。CM明けにコーナーに入る。
なお、冒頭の地井の登場は夏期（4月中旬から10月中旬）と冬期（10月下旬から4月上旬）で服装が異なっていた。
また、地井が休養に入った番組末期には、金曜日を除きタイトルの後すぐ提供、続けて「地井さんの絵手紙」のコーナーに入り、その後当日の企画の見所（ナレーション：萩野）→通販の商品（ナレーション：疋田）→CM明けにコーナーに入っていた。

### 月曜日・火曜日
- 地井が散歩をしながら街の紹介をする、この番組のメインコーナーであった。散歩中に路地を見つけると進んで入ったり、公園のブランコに乗るなどリラックスした雰囲気で展開される。散歩の終わりには地井が印象に残った物や出来事、場所などを絵手紙にする。なお、地井が6年間の散歩で描いた絵手紙の枚数は延べ563枚[注 7]となった。
- ナレーションは萩野が担当。2009年8月24・25日は萩野の同僚である上山千穂が代理で担当した。
- 時々、その場所に縁があるか、地井と親交のある芸能人も散歩に加わることもあり、志村けん、加賀まりこ、水前寺清子、研ナオコなどが参加した。
- 「散歩人 地井武男」や画面左上のサイドスーパー等の表示はややポップな書体を使用。氏名やスポット、情報の説明等をテロップで表示する際、渦巻に近い糸状の飾りを使用[注 18]。また、随所に太いゴシック体が使われていた。
- テロップに使用する飾りは渦巻状のもののほか、スポット・情報の説明等を表示する際はスケッチブックを模した飾りが使用されている。
- 2008年9月より、月曜日か火曜日が祝日、及び年末最終週の場合、同一散歩コースを2日間、前・後編形式で放送（5月第1週などには、水・木曜日も含めて3 - 4日間にわたる場合もある）。[注 19]
  - また、他の曜日に祝日がある場合でも、前・後編形式で放送される場合があった。
  - 2010年度からは祝日が拡大版を放送（後述）することもあり、月曜日と火曜日のどちらかに祝日があり拡大版の場合は散歩コースが別々となった。
- なお、2012年1月以降は散歩で立ち寄った店舗・施設の所在地・電話番号のテロップ表示を取り止め、公式サイトにて紹介。このため、VTR中の終盤に画面左下に検索ボックス（赤色の枠囲みに薄いピンク色の地で「お店などの詳しい情報は [ちい散歩] 検索↖」と表示）のテロップを表示（全曜日共通。検索ワードの「ちい散歩」を囲む黄緑色の枠は大きく太めに表示されていた）。以後、散歩シリーズにおいては本編終盤に検索ボックスが表示されるようになった。

### 水曜日
毎週水曜日は通常の散歩と異なり、地井が一味違った形の散歩をする企画を放送していた。2006年秋からこの形式となった。

#### 「ちい散歩くらぶ 昭和の風景」
- 2006年9月27日から2008年12月24日まで、2年3ヶ月にわたって放送。通称は「昭和散歩」。毎回、昭和時代の面影を残しているスポットを地井が訪れ各テーマごとにその時代に関連するものに触れ、ゆかりの人々に話を聞きながら昭和の思い出を語る。
- ナレーションは大熊英司（当時テレビ朝日アナウンサー、現：フリーアナウンサー）が担当。大熊の代理として、松井康真、森下桂吉、田原浩史、山口豊、飯村真一といった当時のテレビ朝日男性アナウンサーがナレーションをした回もあった。また、2008年8月27日は萩野がナレーションをした。
- コーナー冒頭のオープニング曲にNHK朝の連続テレビ小説『ファイト』（2005年）のオープニング曲「『ファイト』メイン・テーマ」（作曲：榊原大）が使用された。
- 2008年3月26日まで、VTR終了後はスタジオトークに切り替わり、地井が生稲晃子と矢島悠子（テレビ朝日アナウンサー。2007年3月までは村上祐子が担当）に散歩を振り返るコメントをしていた（2008年4月1日以降はスタジオトーク部分は廃止となった）。
- 2008年10月18日に学研より地井監修によるムック本『ちい散歩 昭和の風景―こころに残るあの街角―』が刊行された。
- 2008年12月にこれまで放送した昭和散歩を各テーマごとに総集編として4回にわたり放送した後、コーナーは休止。
- 休止から3か月後、2009年4月3日より金曜日の放送時間の拡大に伴い、10時台後半枠で復活。過去の昭和散歩から厳選して放送された。
- 金曜日版では、放送日を表すテロップがつくほか、情報が古くなることもあるため「特選・ちい散歩」と同じ条件でテロップを付け加える場合もあった（後継の「特選・ひと駅散歩」でも同様）。特に、本放送後に亡くなった人が出演した場合には、再放映時にその旨を表すテロップが付け加えられていた。その一例として、2010年4月16日に「チンドン屋さん」編（2008年5月14日放送）を再放映した際に、VTR終了時に、当時出演した現役最高齢の親方の逝去（2010年3月16日（92歳没））[25] の旨を静止画つきで表示した。
- なお、2010年3月24日はハワイウィークに伴い、特別編として「日系人とパールハーバー」編を放送した。
- 2010年12月24日の放送をもって金曜版も終了し、2011年1月より「ひと駅散歩」の傑作選に移行した。
- レギュラー最末期の2012年4月4日から5月2日まで、毎週水曜日に傑作選を放送した。出会った人の現在の姿を新録VTRを交えており、萩野が3年8ヶ月ぶりにナレーションをした。
- また、2012年8月11日に地井の追悼特番として『追悼・地井武男さん…ちい散歩 昭和の風景傑作選』（関東ローカル、後述）を放送した。

#### 「ひと駅散歩」
- 好評だった「昭和散歩」に代わる水曜日の週1回企画として、2009年1月7日から2012年2月22日まで放送された。例えば渋谷駅 - 代官山駅（東急東横線、2009年1月7日放送）といった具合に、鉄道の特定の1駅区間を選んで歩く。普段車窓で見るだけの風景の中に地井が身を置くことを目的とする。なおここでは地井がデジタルカメラを持って散歩しており、地井が気になった風景を撮影していく。
- 取材に同行するADは若手が起用されていて、冒頭で紹介する。開始当初は「若手スタッフ ○○くん」と紹介したが、2011年7月以降は「若手スタッフ ○○ ○○」と敬称略で紹介した。そして地井がそのADと話しながら散歩をしていく。
- 通常は一駅分だけを歩くが、ごく稀に「王子駅前 - 荒川車庫前[注 20]（都電荒川線）」編（2009年3月18日放送）のように複数駅分歩いたり、「等々力 - 尾山台（東急大井町線）」編（2010年4月14日放送）では往復で歩いたこともある。
- CS放送では第50回（テレ朝チャンネル：2010年1月10日初回放送）から、後半に放送を開始した。第1回の「渋谷 - 代官山」編から随時放送が行われている。一時期、「商店街散歩 生稲がいく」と交互に放送が行われていた（朝日ニュースターでも2012年4月より放送されており、「生稲がいく」と交互に行われていることがある）。
- 2011年1月7日より、毎週金曜日の第2部に、過去の「ひと駅散歩」から厳選して放送。放送時間は10:32 - 10:46（基準）。第1回放送は2年前の記念すべき第1回放送と同日で「渋谷 - 代官山」編が放送された。なお金曜日は2012年4月27日まで放送された。
- 金曜日のアンコール版では、放送日を表すテロップがつくほか、情報が古くなることもあるため「特選・ちい散歩」「特選・昭和散歩」と同じ条件でテロップを付け加える場合もあった。
- 月・火曜日と同様に、ナレーションは萩野が担当。2009年8月26日は大木優紀が代理で担当した。
- 開始当初は私鉄・公営交通等のみ取り上げていたが、2011年からはJR東日本の路線も取り上げるようになった。
- 2010年3月24日の放送は1週通しで「ハワイ」編放送のため、このコーナーは休止となった。
- 2011年3月16日に放送予定だった「白楽 - 妙蓮寺（東急東横線）」編は東日本大震災の影響により休止[注 21]、1週遅れで3月23日に放送。以後、1週ずつ順延となった。
- 2012年2月22日放送の「小菅 - 五反野（東武伊勢崎線）」編が最後となった。なおレギュラー末期の2月29日〜3月28日は、地井が今までに出会った人々との触れ合いを再構成した上で現在の姿を新録VTRを交えて紹介する総集編・「地井さんの素敵な出会い」を放送（金曜日の「特選・ひと駅散歩」は4月27日まで継続）し、最末期の4月4日以降は「ちい散歩くらぶ 昭和の風景」の再放送に差し替えられた。

### 木曜日
木曜日は他の曜日と異なる趣旨の企画を放送。そのため、地井はスタジオMCを務めた。
通常のオープニングタイトルの後、スタジオに切り替わり「おはようございます、地井武男です!」、続いて「生稲晃子です。」「矢島悠子です。」の挨拶と共に開始（2007年4月以降）。スタジオでは地井と矢島がVTRを見ながらトークを展開（画面右下にワイプを表示）。VTR終了と共に、地井らがコメントをして締め括るものであった。なお、オープニングのテレビカメラ前の立ち順番は左から生稲、地井、矢島の順であった。
2010年4月以降は生稲が外れ 地井と矢島のみとなり、また週によってはラッシャーや久保田直子も参加していた。
なお、木曜日以降が他の曜日と異なる体制 をとったのは、地井が狭心症を患った経歴があり、地井の心臓への負担に配慮する形でそうしたともされる。

#### 「ちい散歩くらぶ」
- 2006年4月5日から2007年3月29日（第1期）、2007年7月19日から2008年3月27日（第2期）まで、木曜日は「ちい散歩くらぶ」と題して視聴者から寄せられたオススメの散歩コースを第1期は村上、第2期は矢島が紹介していた。2007年からの通販コーナーとタイトルが似ているが、内容は異なる。
- 2006年の開始当初は、第1期は水〜金曜に放送されていたが、同年8月25日から金曜日に「特選・ちい散歩」、9月27日から水曜日に「昭和散歩」が始まると、木曜日へ縮小された。
- 矢島が担当してからしばらく経ってから、冒頭で矢島が駅前親父ギャグを披露するようになった。親父ギャグは後継企画の「商店街散歩 生稲がいく」にも受け継がれた。また、この部分はテレ朝チャンネルでもカットされずに放送された。
- CSではテレ朝チャンネルでの放送開始から2009年3月8日放送分（日曜日分）まで、後半に矢島出演分を再放送していた。地井や生稲とのやりとりもそのまま放送されたが、オープニングの部分の「今日は○○を散歩しました。」と街を紹介する部分はカットされた。なお、朝日ニュースターでも2012年5月1日より1回目から放送された。

#### 「ひらめきの瞬間 はじめて物語」
- 生活を便利にした物の歴史を、ゆかりのある場所へ矢島が訪れながら紐解いていくコーナー。2007年4月5日から7月12日まで「ちい散歩くらぶ」に変わる企画として木曜日に放送していた。
- 当時入社3年目で番組のレギュラーになったばかりの矢島が最初に担当した企画で、これが後の「流行もの散歩 矢島がいく」につながる礎となった。なお、この企画が終了後の7月19日より「ちい散歩くらぶ」に復帰した。

#### 「商店街散歩 生稲がいく」
- 2008年4月3日から2010年3月18日まで、毎週木曜日（2008年11月以降は月3回）に放送していたコーナー。
- 生稲が毎回1ヶ所の駅前商店街を練り歩き、その商店街で働く人々とふれあう。生稲が収録のついでに私用（夕食のおかずなど）の買い物をしてしまうのも番組の味になっていた。
- なお、2009年2月26日放送分まではVTR冒頭で生稲が訪れる商店街や最寄駅にちなんだ親父ギャグを商店街の最寄駅の前などから披露するのがお約束になっていた（地井は親父ギャグ終了後に「ご苦労さん!」ということが多いが、「京成曳舟」のようにあまりにも出来が悪い場合には「これを演出したのは誰だ!」と問い詰めることもあった。矢島は失笑したり感心することが多いが「゛をつけた箸を抱いた」→「抱いた箸゛」→「代田橋（だいたばし）」のように地井が意味を理解できなかった時は生稲に代わって解説することもあった）。矢島と違い、生稲の親父ギャグは単なるダジャレだけではなく小コント風（元町では『マッチ売りの少女』に扮し「もっとマッチ買ってよ」と叫ぶなど）になっていた。
- このコーナーでは、通常使用されるマップとは異なり、白色を基調としたマップを使用していた（道路は黄緑色で表示されていた。歩数やカロリー表示はされない）。
- CSではテレ朝チャンネルの2009年3月15日放送分（日曜日分）より後半にこのコーナーを第1回から放送され、また2012年4月2日から放送開始した朝日ニュースターでも同様のフォーマットで放送された。「ちい散歩くらぶ」再放送時と同様、オープニング時の紹介部分はカットしいきなりVTR冒頭からスタート。地井と矢島とのトーク部分もカットせずにそのまま放送していた。なお最後にスタジオに戻ってお土産などを地井や矢島にふるまう部分は時間の都合でカットされ、VTR部分のみが流れることも多かった。また末期は「ひと駅散歩」や「流行もの散歩 矢島がいく」に差し替えられることも多かった。

#### 「流行（はやり）もの散歩 矢島がいく」
- 矢島が、毎回1ヶ所のスポットを女性の目線から散歩し、そのエリアでの最新の流行を追うコーナー。2009年4月9日から2010年3月25日まで、「生稲が行く」の姉妹編として月1回放送していた。
- なお、2010年4月15日より「矢島&久保田アナの流行りもの散歩」へ改題、同期である久保田直子とのコンビ[注 25] で番組終了まで放送された。
- CSではテレ朝チャンネルのみの放送時に「商店街散歩 生稲がいく」に代わって数回ほど放送された。

#### 「土井善晴の食卓の美味しいおかず」
- 料理研究家兼フードプロデューサーとして活躍する土井善晴の『おかずのクッキング』の番宣ミニコーナー。前番組の『いま得!』で毎週金曜日（後に木曜日に変更）に放送されていた「土井善晴のおいしい一品」を継承・改題したもので、2009年3月まで毎週木曜日10:23ごろ（「Oh!それ見ぃーよ」→「いいものさがし ちい散歩くらぶ」のあと）から放送していた。
- コーナーでは番組同様、土井と久保田（2006年9月より）が出演し料理のレシピを紹介。
- コーナー末期に特別編として、2008年10月から2009年3月まで「土井善晴のおいしい散歩」（第1期）が放送されていた。
- また、不定期で（「おいしい散歩」が放送された日など）土井に代わって林幸子（料理研究家）[注 26] が出演していたこともあった。その場合は久保田も出演せず勝田和宏に代わっていた。
- 2009年4月3日より、ちい散歩の金曜日放送枠拡大と同時に『おかずのクッキング』が金曜日11:00 - 11:25（関東地区）へ時間枠移動したのに伴い、このコーナーは終了となった。なお、金曜日は本番組終了とともに『おかずのクッキング』へ接続（いわゆるステブレレス）となった。

#### 「木曜散歩」
- 2010年4月1日より毎週1回、週ごとに違う散歩人が出演し、それぞれ趣の異なる散歩企画を放送していた。
  - 「東幹久のお江戸・浮世絵散歩」（2010年4月1日、5月6日） - わずか2回の短命に終わり「ふれあい下町さんぽ」に引き継がれた。
  - 「ラッシャー板前の市場さんぽ」（2010年4月8日 - 2012年4月5日）
  - 「矢島&久保田アナの流行りもの散歩」（2010年4月15日 - 2012年4月12日） - 「流行もの散歩 矢島がいく」を継承。番組終了に伴い企画終了。
  - 「土井善晴のおいしい散歩」（2010年4月22日 - 2012年4月19日）- 第1期は2008年10月 - 2009年3月。
  - 「東幹久のふれあい下町さんぽ」（2010年6月24日 - 2012年3月15日）
- 地井の病気休養に伴い、番組末期にはスタジオ部分（オープニングの挨拶、VTRを見ながらのトーク）が廃止され、萩野が本編のナレーションを代行する形となった。2012年2月16日、23日の2週はタイトルの後すぐVTRに入っていたが、最末期（3月1日以降）は「地井さんの絵手紙」を冒頭に組み入れ、その後に提供・CMを挟む形でコーナーに入る方式となった。
- 他の曜日同様、2012年1月以降、VTR終盤近くには検索ボックスのテロップを表示していた。
- 木曜日に祝日で拡大版SPが放送された場合は、地井の散歩がメインのため休止となった。
- なお「木曜散歩」は2012年5月11日より後番組『ゆうゆう散歩』金曜日の第2部「金曜散歩」として継続され、同年9月28日まで放送された（継続となったのは「東幹久のふれあい下町さんぽ」「ラッシャー板前の市場さんぽ」「土井善晴のおいしい散歩」の3企画）。

### 金曜日

#### 「特選・ちい散歩」
- 2006年8月25日開始。これまでに放送した回で地井が散歩したコースから厳選して放送。
- 開始当初は、地井が村上に過去の散歩のVTRを見ながら振り返ったりコメントしていたが、2007年4月からスタジオ部分（オープニングの挨拶、VTRを見ながらのトーク）が廃止されて、本放送されたものを単純に短く編集したVTRに、萩野によるナレーションを新たに挿入して放送した[注 27]。2009年4月3日より金曜日の放送時間拡大に伴い、本放送されたものをそのまま放送していた。
- VTRの冒頭などには、右上に「yyyy年m月d日に放送されたものです」という放送日を表すテロップがつく。また特殊条件の場合、以下のようなテロップが付け加えられていた。閉店もしくは移転した店舗が登場する場合、再放映時に「※現在は（閉店・移転）しております」、また、地井が散歩先で遭遇した人のうち、本放送後に亡くなった人が出演した場合には「○○さんはyyyy年m月d日に亡くなられました（享年aa）。謹んでご冥福をお祈りいたします」などといったものが付け加えられた。
- なお、地井以外の芸能人も出演した回（散歩先で芸能人に遭遇した場合も含む）については、権利上の理由などで放送されないことが多かった。
- 番組ではもう一度見たい過去の散歩をはがきで募集しており、採用されると毎月記念品がプレゼントされ、当初はオムロン製の歩数計（地井が使用していたものと同じ型のもの、その後カシオ製に変更）が1名に当選していた。その後セイコーのペアウォッチ（1名）を経て、末期は地井人形付きのストラップが記念品となり、当選人数も10名となった。

#### 「おでかけ情報散歩 どこいく?」
- 最新の商品やテレビ朝日の後援イベント・番組宣伝などの情報を紹介するコーナー。番組開始当初から2009年3月までは「週末情報散歩」のタイトルで放送していたが、同年4月から金曜版の放送時間の拡大に伴いタイトルを「おでかけ情報散歩 どこいく?」に改題し、内容も一部リニューアルされた。
- ナレーションは「週末情報散歩」時代は疋田由香里が担当していたが、2009年4月のリニューアル以降は本編同様、萩野の担当となった。なお、2009年8月28日は大木優紀が代理で担当した。
- 2009年4月以降は、各情報の合間に地井が登場し「どこいく〜?!」と言うのが慣例となっていたが、末期には地井の動くアニメーションとともに「どこいく」が大きく表示され、萩野の声で「どこいくぅ?」とコールしていた。
- 2012年5月の本番組終了ならびに『ゆうゆう散歩』の開始とともに、同番組内の「おでかけ情報散歩」に引き継がれ、ナレーションは佐分千恵の担当となった（2012年10月改編で金曜日の時間短縮に伴い、同年9月28日を以て終了となった）。
- 本コーナーの中で、毎年秋に開催される食イベント「大つけ麺博」のPR企画として、お笑い芸人の狩野英孝[注 28] が本番組のパロディー「かの散歩」を、会場となる浜松町から行っていたことがある。

#### 「いいものさがし 寺門ジモンのウマすぎて御免」
- お笑い芸人きっての食通として知られる寺門ジモン（ダチョウ倶楽部）が、絶品メニューを紹介するテレビショッピングコーナー。
- 2010年1月8日より毎週金曜日の第1部終了後、そして「いいものさがし ちい散歩くらぶ」の姉妹編として放送されていた企画で、商品紹介VTRは寺門と矢島のコンビで進行した。ただし寺門はロケのみの参加で、スタジオでのトークには参加せず、地井と矢島がコーナーMCをした。
- VTRは、寺門が矢島に絶品メニューを出す店へと案内し、その店で絶品メニューを試食し、最後に寺門の格言が紹介された。その後、スタジオでも地井も矢島とともに通販商品として販売する絶品メニューを試食していた。同年4月16日をもってレギュラーコーナーとしては終了し、その後は「いいものさがし ちい散歩くらぶ」に復帰した。
- 2010年度以降は祝日の拡大版SPのコーナーとなり「寺門ジモンのウマすぎてご招待!!」と改題し、毎回女性タレント1名がゲストで登場、そのタレントに寺門のお薦めメニューを紹介していた。
- また、この企画は2011年より寺門がプロデュースするグルメイベント[注 29] の開催に繋がるきっかけともなった。

### 全曜日共通

#### 「Oh!それ見ぃーよ」
番組初期の2006年4月から2007年3月まで、テレビ朝日リビング（現・ロッピングライフ）によるテレビショッピングコーナー「Oh!それ見ぃーよ」（前番組『いま得!』から継続）がこの番組に内包される形で、番組後半部分で放送されていた（当時は旧番組と同様のフォーマットで構成していた）。コーナー司会は歌手のささきいさおらが務めていた。「いいものさがし ちい散歩くらぶ」の前身。

#### 「いいものさがし ちい散歩くらぶ」
2007年4月より、番組後半のコーナーとして開始されたロッピングライフ（2011年3月まではテレビ朝日リビング）のテレビショッピングコーナー。タイトルの題字と絵は地井本人によるもの。
- コーナーMCは生稲晃子、ラッシャー板前、矢島悠子。毎回、女性アシスタントが1名出演し、商品紹介を担当。また、商品説明VTRのナレーションは疋田由香里が担当。
- 番組おすすめの商品や、番組が独自にプロデュースした商品を販売。2008年3月までは水曜と木曜は地井もこのコーナーに出演していたが、4月以降は地井に代わってラッシャーが参加。ラッシャーは2009年9月4日から、月・火・金曜日に不定期で参加している。なお地井はコーナーから離れても不定期で参加しており、商品でカニを取り上げた回では地井も大好物がカニということで参加した。また、「ちいちいリュック」・「ちいちいバッグHyper（ハイパー）」・「ちいちいシューズ」を取り上げた回では商品プロデューサーとして、マッサージチェアを取り上げた回では商品開発アドバイザーとして、「ちい散歩5周年記念 地井さんの絵手紙483枚」の番組先行販売を取り上げた回では著作者として地井が参加した。地井は時折、商品説明VTRにも参加し「電子辞書」「おせち料理セット」「ちいちいシューズ・女性用新タイプ」などを取り上げた回で参加した。特に「おせち料理セット」は、2008年用から2010年用まで毎回食材吟味役として登場し、2010年用を取り上げた回では、函館ロケと同時に食材探しをした。なお、2012年2月17日放送の「ちいちいリュック」を取り上げた回が地井最後のスタジオ出演となった。
- スタジオセットは2007年のコーナー開始から初代のものを使用し、2009年夏ごろからは地井が描いた絵手紙がセットに飾られていた。また末期にはテレビ朝日のマスコットキャラクター「ゴーちゃん。」のぬいぐるみが飾られるようになった。番組末期となった2012年4月よりスタジオセットを一新。後番組の「ゆうゆう散歩 いいものさがし」でも引き続き使用していた。
- 2010年1月より4月中旬まで金曜日は「いいものさがし 寺門ジモンのウマすぎて御免」があったため放送されなかった。
- 2011年1月12日より7月8日まで、番組が独自にプロデュースした健康食品「ハツラツ健康シリーズ」を紹介する「ハツラツ健康! ちい散歩くらぶ」を、水曜から金曜日の本編前に放送し、生稲とラッシャーがコーナーMCをした。
- 2011年3月16日は東日本大震災の影響により、5分短縮しての放送となった（9:55 - 10:25[注 30]）為、このコーナーは休止となった。5年間のうちコーナーが休止となったのは、番組休止時を除くと同日のみである。なお翌3月17日放送より再開した。
- 2009年9月28日から2010年9月27日まで毎週月曜日の早朝（日曜深夜）および、2011年4月5日から2014年9月27日まで火曜日 - 土曜日の早朝（月 - 金曜深夜）帯に、本コーナーの派生番組として、本コーナーで取り上げた商品から厳選して紹介する通販番組『特選いいものさがし』を放送していた（関東ローカル）[注 31]。本コーナー同様に生稲、ラッシャー、矢島がMCを務めていたが、2012年7月18日の放送より佐分千恵が水・木曜に参加。その後、8月2日の放送を以て矢島が卒業となり、翌8月3日より佐分がMC担当となった。その後、2014年8月28日の放送でラッシャー、佐分が卒業となると同時に、宮本隆治[注 32] と宮崎宣子[注 33] がMC担当として番組終了まで出演した。
- 本コーナーが挿入されていたのはテレビ朝日、長野朝日放送（同時ネットのみ）、BS朝日（ディレイ版のみ）だった（後番組の「ゆうゆう散歩 いいものさがし」も同様）。
- 2012年5月の本番組終了ならびに『ゆうゆう散歩』の開始とともに、同番組内の「ゆうゆう散歩 いいものさがし」へ継承され、引き続き生稲、ラッシャー、矢島がMCを務める形となったが、矢島は同番組開始から1か月となる前の5月31日の放送を以て（同年6月1日より2014年6月30日まで佐分千恵、同年7月1日より宮崎宣子[注 33]が担当）、ラッシャーは同番組開始から2年2か月となる前の2014年6月26日の放送を以て卒業（同年7月1日より宮本隆治[注 32]が担当）となった。なお、2015年9月25日の同番組終了をもって生稲、宮本、宮崎がそろって卒業、翌週からの次番組『じゅん散歩』の「ものコンシェルジュ」（MC：新山千春、愛華みれ）に引き継がれたため、「いいものさがし」シリーズは8年半の歴史に幕を下ろした。

#### 「骨骨☆10秒体操」
「骨骨（こつこつ）先生」こと長谷愼一（柔道整復師・長谷接骨院院長）によるミニコーナー。2009年2月2日より開始。骨骨先生が10秒間でできるエクササイズを毎日レクチャーしていくコーナーで、週ごとにテーマを設けていた。
- コーナーに入ると同時に「骨骨先生」のアニメーションが登場し、音楽とともに「散歩の前に、骨骨☆10秒体操!」のタイトルコール（声：疋田由香里）が入る。
- 放送のタイミングは、月から木曜日は番組前半のVTR終了のあと「いいものさがし ちい散歩くらぶ」の直前、金曜日は開始当初は「特選・ちい散歩」のあと、「週末情報散歩」の直前だったが、2009年4月3日より金曜日の放送時間拡大に伴い「おでかけ情報散歩 どこいく?」のあとに時間変更された。同年11月6日より「特選・昭和散歩」→「特選・ひと駅散歩」のあとに時間変更された。
- なお、2009年2月9日からはBS朝日でもVTR終了直後にCMを挟まずに放送されていた。開始当初はテレビ朝日放送分より1週間遅れとなっていたが野球中継による放送中止が重なった結果、末期は不定期の放送となっていた。
- 2011年ごろよりバックで流れる歌（長谷が歌っている）およびフレームの絵柄が2代目のものに変更となった。
- 2012年5月の本番組終了ならびに『ゆうゆう散歩』の開始とともに、同番組内にそのまま移行し、2013年12月27日まで放送された。

#### 「地井さんの絵手紙」
番組末期の2012年2月29日より5月3日まで急遽放送したオープニング企画で、金曜日を除いて連日放送された。
地井がこれまでの放送で訪れた散歩先で描いた絵手紙の中から、主に出会った人を描いた作品を中心にして毎日1枚ずつ紹介し、放送当時のVTRにスタッフが再度訪れた現在のVTRを併せて紹介した。ナレーションは萩野が担当した。

### エンディング
本放送では、最後のCM明けにエンディングテーマが流れるとともに翌日の散歩を一足早く紹介していた。流れ（テロップ表示順）は以下の通り。
1. 左上に「明日は（地名）を散歩します」（金曜日の場合「月曜日は…」）を表示（エンディング終了まで）、萩野が「明日は○○をお散歩します」とナレーション。下部分には提供クレジットを表示（テレ朝のみ）。
2. 続いて右上に「エンディングテーマ「（曲名）」歌/○○○」、左下に「衣装協力 …」と検索ボックス、右下に「フラワーアレンジメント 江口美貴 Flower Salon Miki Art School テーマ曲「ほのか」BIGBELL イラスト マサル ナレーター疋田由香里」とそれぞれ表示。
3. 左上以外の表示が消え、下部分に「技術協力 TSP　制 作 ／tv asahi  VIVIA」と表示して終了。

- 番組開始当初から2012年2月ごろまでは、最後におすすめ散歩スポット（地井に散歩してほしい場所）の募集告知を流していた。
- なお、番組開始当初から数年ほどは、エンディングテーマ・衣装協力・スタッフ・技術協力・制作が一度にテロップ表示された後、続けて募集告知を流していた。
- 本放送最終日（2012年5月4日）には、地井の直筆メッセージ（後述）の後にエンディングを流し、最後にオープニング映像（前述）が出て「さあ 散歩に出かけましょう!」と出て終了となった。

本放送以外（30分版=BS朝日・番販ネット用、CS放送版）では地井が増上寺と東京タワーをバックに「ちい散歩、いかがでしたか?次回もお楽しみに!」と挨拶する映像（5秒）を流す。画面左下に制作者の名前を表示、中間に「ちい散歩」のロゴ、さらに中間から右にかけて「次回もお楽しみに!」と表示。映像は「芝公園」編（2006年10月10日放送）の収録時に増上寺前で撮影されたものである。各局での放送打ち切り時にも、放送最終日にこの映像が流されていた。

## ちい散歩まっぷ
散歩の進行に合わせ、「ちい散歩まっぷ」という黄緑色を基調としたマップが画面に表示される。地井が歩いたコースの道路部分に赤線を表示。なお、マップ上には各所ごとのイラストが描かれている。散歩終了時には地井が歩いた歩数と消費カロリーがマップ上に表示される。また、2008年には「みんなで"えこ散歩"」と連動して「エコ量」（コースの距離（km）×151（自動車走行時のCO2排出量）×そのコースを歩いた人数=換算）も表示されていた。以後は通常の表示に戻り、番組末期まで継続された。
なお、「昭和散歩」でも「昭和の散歩まっぷ」という別のマップが登場していた（ただし赤線や歩数は表示されない）。「昭和の散歩まっぷ」は放送内容により複数のコースを表示していた。
木曜日の企画でもマップを使用していたが、赤線は表示されるものの歩数などは表示されなかった。なお「商店街散歩 生稲がいく」では全く仕様の異なるマップを使用していた（歩数などは表示されない）。

## 出演者
- 地井武男（※『ちい散歩』散歩人）
散歩パート（月・火曜日）、「ちい散歩くらぶ 昭和の風景」→「ひと駅散歩」（水曜日）、スタジオMC（水 - 金→木 2006年4月 - 2012年2月）、「いいものさがし ちい散歩くらぶ」（MC、水・木曜日 2007年4月 - 2008年3月→不定期）、「いいものさがし 寺門ジモンのウマすぎて御免」（MC）
- 村上祐子（当時テレビ朝日アナウンサー。現・同局政治部記者） 2006年4月5日 - 2007年3月30日[注 34]
スタジオMC（水 - 金→木 - 金曜日）、「ちい散歩くらぶ 昭和の風景」（MC、2006年9月 - 2007年3月）、「ちい散歩くらぶ」（水 - 金→木曜日）
- 生稲晃子（元おニャン子クラブ・うしろ髪ひかれ隊[注 35]。現・自由民主党参議院議員） 2007年4月2日 - 2012年5月4日
スタジオMC（木 2007年4月 - 2010年3月）、「ちい散歩くらぶ 昭和の風景」（MC、2007年4月 - 2008年3月）、「商店街散歩 生稲がいく」（木曜日 2008年4月 - 2010年3月）、「いいものさがし ちい散歩くらぶ」（MC）
※後番組『若大将のゆうゆう散歩』でも「ゆうゆう散歩 いいものさがし」に引き続きMCとして出演、2015年9月25日放送の最終回で降板。
- 矢島悠子（テレビ朝日アナウンサー）- 2007年4月2日 - 2012年5月4日
「ひらめきの瞬間 はじめて物語」→「ちい散歩くらぶ」（木曜日）、「ちい散歩くらぶ 昭和の風景」（MC、2007年4月 - 2008年3月）、「流行もの散歩 矢島がいく」→「矢島&久保田アナの流行もの散歩」（月1回、木曜日）、「土井善晴のおいしい散歩」（月1回、木曜日）、スタジオMC（木曜日）、「いいものさがし ちい散歩くらぶ」（MC）、「いいものさがし 寺門ジモンのウマすぎて御免」（MC）
※番組終了→『ゆうゆう散歩』開始とともにロケ企画を全て離れ、担当を「ゆうゆう散歩 いいものさがし」に一本化→2012年5月31日をもって降板。
- ラッシャー板前（たけし軍団） 2008年4月1日 - 2012年5月4日[注 36]
「ラッシャー板前の市場さんぽ」（月1回、木曜日 2010年4月 - 2012年4月）、「いいものさがし ちい散歩くらぶ」（MC）
※『ゆうゆう散歩』でも「ゆうゆう散歩 いいものさがし」「市場さんぽ」に引き続き出演→「市場さんぽ」が2012年9月28日に企画終了により、「ゆうゆう散歩 いいものさがし」に一本化→2014年6月26日をもって降板。
- 東幹久 2010年4月1日 - 2012年3月15日
「東幹久のお江戸・浮世絵散歩」（月1回、木曜日 2010年4月 - 5月）→「東幹久のふれあい下町さんぽ」（月1回、木曜日 2010年6月 - 2012年3月）
※『ゆうゆう散歩』に引き続き出演→2012年9月21日に企画終了をもって降板。
- 土井善晴（料理研究家・フードプロデューサー） 2006年4月6日 - 2009年3月26日、2010年4月22日 - 2012年4月19日[注 37]
「土井善晴の食卓の美味しいおかず」（木曜日 2006年4月 - 2009年3月）、「土井善晴のおいしい散歩」（月1回、木曜日 2008年11月 - 2009年3月、2010年4月 - 2012年4月）
※『ゆうゆう散歩』に引き続き出演→2012年9月14日に企画終了をもって降板。
- 久保田直子（テレビ朝日アナウンサー）- 2006年9月7日 - 2009年3月26日、2010年4月15日 - 2012年4月12日
「土井善晴の食卓の美味しいおかず」（木曜日、アシスタント）[注 38]、「矢島&久保田アナの流行もの散歩」（月1回、木曜日、2010年4月 - 2012年4月）
- 長谷愼一（長谷接骨院 院長） 2009年2月2日 - 2012年5月4日
「骨骨☆10秒体操」[注 39]
※『ゆうゆう散歩』に引き続き出演→2013年12月27日に企画終了をもって降板。
- 寺門ジモン（ダチョウ倶楽部） 2010年1月9日 - 2011年11月23日
「いいものさがし 寺門ジモンのウマすぎて御免」（金曜日 2010年1月9日 - 4月16日）→「寺門ジモンのウマすぎて御招待!!」（特番 2010年4月29日 - 2011年11月23日）

### 通販担当
「Oh!それ見ぃーよ」MC
- ささきいさお : 2006年4月3日 - 2007年3月30日
- 松川裕美 : 同上
- 林家きく姫 : 同上

※松川、きく姫は交互に出演。
「いいものさがし ちい散歩くらぶ」アシスタント
※アシスタントのため日替わり出演。また、高田、野中、櫻田は「ゆうゆう散歩 いいものさがし」も引き続き担当。
- 高田景子
- 野中りえ
- 櫻田彩子
- 池田久美
- 蒼井里紗（元青森テレビアナウンサー）
- あべ由紀子
- 町田沙織
- 中嶋美和子（元大分朝日放送[注 40] アナウンサー）
- 鈴谷優子（元テレビ長崎リポーター）
- 遠藤里沙（元文化放送アナウンサー）
- 箕浦聖弓（元テレビ長崎アナウンサー）

### ナレーション
- 萩野志保子（テレビ朝日アナウンサー）：2006年4月3日 - 2012年5月4日
  - 水曜日を担当するようになったのは、2009年1月の「ひと駅散歩」から。
  - 木曜日を担当するようになったのは、2008年4月の「商店街散歩 生稲がいく」でコーナー冒頭のナレーションを担当して以降。当初は散歩した人（生稲、矢島など）と地井がスタジオでVTRを見ながらコメントをするので、本編のナレーションを担当しなかったが、2010年4月および2012年2月中旬よりVTR本編のナレーションも担当した。
  - なお、2008年8月25日 - 27日放送の「匝瑳市」編で番組唯一となる顔出し出演をして、飛び入りで散歩に参加している。
- 大熊英司（当時テレビ朝日アナウンサー。現・フリーアナウンサー）
「昭和散歩」 2006年9月 - 2008年12月（水曜版）、2009年4月 - 2010年12月（金曜特選版）
- 疋田由香里
「Oh!それ見ぃーよ」2006年4月3日 - 2007年3月29日
「週末情報散歩」（金曜日）2006年4月7日 - 2009年3月27日
「いいものさがし ちい散歩くらぶ」2007年4月1日 - 2012年5月4日
「骨骨☆10秒体操」2009年2月2日 - 2012年5月4日 - タイトルコール担当

## 編成・ネットなど
地上波（テレビ朝日）では主に平日の午前枠で放送されていた。また一部地域で番販および、BS・CSでも全国放送しており、これまでに地上波で放送した回のうち月・火曜日のものを中心に放送していた。

### 放送時間
| 期間                         | 曜日    | 時間         | 備考                                                           |
| ---------------------------- | ------- | ------------ | -------------------------------------------------------------- |
| 2006年4月3日 - 2009年3月27日 | 月 - 金 | 9:55 - 10:30 | 2008年7月21日まで祝日は放送休止。                              |
| 2009年3月30日 - 2012年5月3日 | 月 - 木 | 9:55 - 10:30 | 2009年5月4日より長野朝日放送でも同時ネット（末期は月曜のみ）。 |
| 2009年4月3日 - 2012年5月4日  | 金      | 9:55-11:00   |                                                                |

### ネット局
| 放送対象地域 | 放送局                    | 系列                                         | 放送期間                             | 備考 |
| ------------ | ------------------------- | -------------------------------------------- | ------------------------------------ | --- |
| 関東広域圏   | テレビ朝日（EX）          | テレビ朝日系列                               | 2006年4月3日 - 2012年5月4日          | ※『ちい散歩』制作局 |
| 青森県       | 青森朝日放送（ABA）       | テレビ朝日系列                               | 2010年1月 - 2012年6月 ※一時中断あり  | |
| 岩手県       | 岩手朝日テレビ（IAT）     | テレビ朝日系列                               | 2008年10月 - 2010年3月 ※一時中断あり | |
| 宮城県       | 東日本放送（KHB）         | テレビ朝日系列                               | 2009年4月 - 6月                      | 本来の時間帯には『突撃!ナマイキTV』を放送。                                                                                             |
| 秋田県       | 秋田朝日放送（AAB）       | テレビ朝日系列                               | 2007年10月 - 2012年6月               | ※不定期放送 |
| 山形県       | 山形テレビ（YTS）         | テレビ朝日系列                               | 2011年10月 - 2012年7月               | |
| 福島県       | 福島放送（KFB）           | テレビ朝日系列                               | 2008年4月 - 2012年6月                | [ 注 42 ] |
| 新潟県       | 新潟テレビ21（UX）        | テレビ朝日系列                               | 2011年4月 - 2012年6月 ※一時中断あり  | [ 注 43 ] |
| 長野県       | 長野朝日放送（abn）       | テレビ朝日系列                               | 2009年5月 - 2012年4月                | 同時ネット |
| 石川県       | 北陸朝日放送（HAB）       | テレビ朝日系列                               | 2008年10月 - 2012年5月               | |
| 富山県       | 北日本放送（KNB）         | 日本テレビ系列                               | 2008年7月-2012年6月                  | |
| 山梨県       | 山梨放送（YBS）           | 日本テレビ系列                               | 2009年4月 - 9月?                     | |
| 京都府       | KBS京都（KBS）            | 独立局                                       | 2011年7月 - 2012年3月                | 関西地区における本来の系列局（準キー局）は朝日放送テレビ（ABC、当時：朝日放送）。                                                       |
| 山口県       | 山口朝日放送（yab）       | テレビ朝日系列                               | 2009年4月 - 2012年6月                | ※不定期放送 |
| 愛媛県       | 愛媛朝日テレビ（eat）     | テレビ朝日系列                               | 2011年10月 - 2012年6月               | |
| 福岡県       | 九州朝日放送（KBC）       | テレビ朝日系列                               | 2011年10月 - 2012年6月               | ※不定期放送 |
| 宮崎県       | テレビ宮崎（UMK）         | フジテレビ系列 日本テレビ系列 テレビ朝日系列 | 2010年4月 - 2011年10月               | ANNにはニュース系列のみ加盟。 |
| 日本全域     | BS朝日                    | BSデジタル放送                               | 2006年10月 - 2012年6月               | 放送時間が改編の都度、数回移動となった（最終は土曜日9:30 - 10:00）。                                                                    |
| 日本全域     | BS朝日                    | BSデジタル放送                               | 2012年4月2日 - 5月17日               | 地上波より14日遅れ。 |
| 日本全域     | テレ朝チャンネル（※当時） | CSデジタル放送                               | 2008年11月 - 2012年7月               | リピートも含め、複数回放送された。 現：テレ朝チャンネル1 ドラマ・バラエティ・アニメ                                                     |
| 日本全域     | 朝日ニュースター          | CSデジタル放送                               | 2012年4月 - 7月                      | 2012年4月より月 - 水曜日で放送、7月には木曜日も放送された。 2012年4月よりテレビ朝日運営、現：テレ朝チャンネル2 ニュース・情報・スポーツ |

補足
- 上記以外の局でも放送された事がある。また局によっては高校野球地方大会の中止または早終了の際などに穴埋めで放送されていた。
- BS朝日およびCS放送（テレ朝チャンネル、朝日ニュースター）、地上波遅れネットでは、テレビ朝日での放送日をテロップで表示する場合もあった。
- CS放送での構成は第1部（散歩パート）→告知→第2部（ひと駅散歩など）→エンディング（5秒）となっている（「骨骨☆10秒体操」は放送されていない）。テレ朝チャンネルでは上記の放送時間以外に、リピート放送が追加で編成される場合があった（いわゆる穴埋めである）。またテレ朝チャンネル、朝日ニュースターともに字幕放送も行っていた。
- BS朝日では、2006年10月から半年ごとの改編の度に放送時間が変更になっていた。ただし、2008年度は1年間同一枠で放送されたほか、2009年度後期以降は9カ月以上にわたって同一枠で放送され、末期は2年間同一枠となっていた。また、2007年度前期は初回放送に加え木曜日深夜にリピート放送があったほか、2012年4月から『ゆうゆう散歩』開始までの間は月 - 木曜日に帯枠（地上波より2週遅れ）でも放送され、従来の30分版と地上波ディレイ版が並立する状態となった。
- 地上波での遅れネット局では、編成により休止となる場合もあった。

### 特別編成などによる対応
2008年7月21日（海の日）まで祝日は『スーパーモーニング』が10:30まで延長のため原則としてレギュラー放送が休止だったが、9月15日（敬老の日）以降は祝日も放送するようになり、以後は原則年末年始の特別編成期間（12月30日 から1月3日まで）を除き毎日放送されていた。
ただし、報道特別番組 やゴルフ中継（全米オープンおよび全米女子オープン、いずれも最終日）の関係で休止する場合もあった。後者は毎年6月、7月にそれぞれ日本時間の月曜日朝にあり、9時55分時点で中継延長の場合は休止となっていた。それらの場合、いずれも放送日を延期して後日放送していた。
このほか、2008年8月15日は北京オリンピック中継放送の関係上、当時毎年終戦の日恒例だった『戦争童話集』 が10時枠（10:05-11:00）に組まれており、また『スーパーモーニング』も10分延長されたため、放送が休止となった。また、2010年6月4日は民主党代表選挙が行われた関係で『ワイド!スクランブル』を繰り上げ開始のため10:50で打ち切り（「特選・ひと駅散歩」は休止）。さらに2011年2月11日（金曜日）は毎年恒例の民教協スペシャル放送（10:30-11:25） のため30分短縮となった（「特選・ひと駅散歩」は休止）。
東日本大震災の影響とその後
2011年3月11日に東北地方太平洋沖地震（東日本大震災）が発生し、3月14日・15日両日ともに東日本大震災の報道特別番組のため放送を休止した。3月16日からの放送再開後も、震災で被害を受けた茨城県を散歩した回（「鹿嶋」編・「潮来」編）の放送見送り及び一部放送回の延期などの影響があった。その後「鹿嶋」編は震災後に地井が再度訪問して改めて録り直し、7月25日に「鹿嶋市鹿島神宮」編として放送。震災前に訪れた時のものも再編集し併せて紹介された。また、潮来を散歩した際に描いた絵手紙を絵葉書にして、2012年11月14日発売の通販限定DVD-BOXに特典として封入された。そして、同年12月30日にの年末特番において、ついに「潮来」編がテレビ初放送と相成った。

## 散歩コース
地井が6年間にわたる放送で歩いた散歩コースに、以下のものがある（エリアによっては複数回訪れている場合もある）。なかには「昭和散歩」や「ひと駅散歩」、または他の出演者（生稲、矢島、ラッシャー、土井、東、久保田）が該当企画で行った場所も含まれるが複数のエリアに行っていることも多いので一部割愛する。
また、これらの一部は書籍「ちい散歩」シリーズにも収録されている。

## 主な持ち物
バッグ・リュック
地井は放送開始からショルダーバッグもしくはリュックサックを背負って取材をしていた。このバッグまたはリュックに、散歩の最後に紹介する絵手紙用絵具やスケッチブック等を入れて持ち歩いている。地井が『徹子の部屋』（2008年1月11日放送）に出演した際に、自らバッグを持参して公開した。番組内では、「いいものさがし ちい散歩くらぶ」で「ちいちいバッグHyper（ハイパー）」を取り上げた回で披露した。
2007年4月からショルダーバッグは、番組と地井がプロデュースしたARTISAN & ARTISTとのコラボレーションによる特製のものになった。また、矢島・生稲もこのバッグを 2010年3月まで使用した。2009年5月からは、改良タイプのショルダーバッグを使用した。リュックサックも2008年6月よりARTISAN & ARTISTの特製のものになり、生稲も2010年3月まで使用した（地井は2009年3月までは、以前から使用しているリュックで取材する場合もあったが、2011年10月以降再び使用していた）。なお番組で使用していたものと同型のバッグは「ちいちいバッグ」「ちいちいバッグHyper（ハイパー）」、リュックは「ちいちいリュック」としてテレビ朝日のインターネットショッピング「Ropp!ng」で販売された。
歩数計
地井は散歩の際に歩数計を持参しており、散歩中に記録した歩数や歩いた距離、消費カロリーなどが記録されていた。歩数とカロリーは散歩の締めくくりの「ちい散歩まっぷ」上に表示した。
番組開始当初から2007年夏ごろまではOMRON「ウォーキングスタイル」、同年秋以降はCASIOの腕時計型「PHYS WALKING&CALORIE」を使用していた。
帽子
地井はハンチングを被って散歩する姿が知られていた。2008年4月7日放送の「船橋」編では、立ち寄った帽子店でハンチングへのこだわりをスタッフに力説していた最中、気に入ったハンチングを見つけてその場で購入し、店を後にするとそのハンチングを被って散歩した。
火曜日の放映時に被っていた帽子は和帽子屋「必武」のものであった。
ハンチングの他にもキャップ（2006年8月1日放送の「金町」編、同年8月28日放送の「浅草」編など）やニット帽（2008年2月12日放送の「溝口」編など）を被って散歩したこともあった。
靴
2010年11月からは、番組と地井がプロデュースした大塚製靴とのコラボレーションによる特製のものになった。なお番組で使用しているものと同型の靴は、「ちいちいシューズ」として「Ropp!ng」で販売された。
デジタルカメラ
「ひと駅散歩」では、散歩中にデジタルカメラを取り出して自ら風景を撮影していた。その際、放送では画面上に「散歩の友・デジタルカメラ」とスーパー表示されていた。
その他
その他、絵手紙を書くための絵の道具（パレット、絵筆）やスケッチブックといったおなじみの道具の他、図鑑2冊（山と渓谷社刊）、がま口、箸、バードコール、番組テーマ曲「ほのか」の楽譜等を持参していた。

## 使用楽曲
オープニング
- オープニングタイトル - 『ほのか』BIGBELL(15秒ほどのEDIT)
- 提供クレジット - （不明）

番組テーマ曲
- 『ほのか』（BIGBELL） - 『こころの場所』（AtoNo Records）・『feel NEW ASIA III』（EMI）に収録

### エンディングテーマ
エンディングテーマは3ヶ月ごとに変更。
| 歴代エンディングテーマ    | 歴代エンディングテーマ | 歴代エンディングテーマ |
| 期間                      | 曲名                   | アーティスト名         |
| ------------------------- | ---------------------- | ---------------------- |
| 2006.4.3 - 6.30           | 涙をゼロに…            | Zero                   |
| 2006.7.3 - 9.30           | A HOT SUMMER DAY       | 杉山清貴               |
| 2006.10.2 - 12.27         | 瞳の空                 | 照屋実穂               |
| 2007.1.9 - 3.29           | あの日、桜の下         | クミコ                 |
| 2007.4.1 - 6.29           | 桜                     | SISTER KAYA            |
| 2007.7.2 - 9.28           | この空と海に感謝       | SISTER KAYA            |
| 2007.10.1 - 12.28         | たからもの             | SISTER KAYA            |
| 2008.1.7 - 3.31           | Snow Scenery           | 宇都美慶子             |
| 2008.3.31 - 6.30          | いつのまに…            | クミコ                 |
| 2008.7.1 - 9.30           | ハマシタンノ風         | 彩風 -AYAKAJI-         |
| 2008.10.1 - 12.29         | Oh! 散歩日和           | 地井武男・生稲晃子     |
| 2009.1.5 - 3.31           | 栞                     | ビリーバンバン         |
| 2009.4.1 - 6.30           | 潮風と木枯らし         | 城南海                 |
| 2009.7.1 - 10.2           | 笑って笑って           | 奥華子                 |
| 2009.10.5 - 10.9          | Oh! 散歩日和           | 地井武男・生稲晃子     |
| 2009.10.12 - 12.29        | クイズ                 | 財津和夫               |
| 2010.1.4 - 3.26           | ただいま、おかえり     | 羊毛とおはな           |
| 2010.3.29 - 6.30          | 青春の忘れもの         | あさみちゆき           |
| 2010.7.1 - 10.1           | 少しだけ               | 杉谷愛                 |
| 2010.10.4 - 12.30         | 夢あきらめないで       | 兵庫ケンイチ           |
| 2011.1.4 - 3.31           | ユーサ                 | あべりょう             |
| 2011.4.1 - 6.30           | 情熱すてるな           | ASIA SunRise           |
| 2011.7.1 - 9.30           | ひとすじの夢           | ビリーバンバン         |
| 2011.10.3 - 12.29         | believe road           | アリス十番             |
| 2012.1.4 - 3.30           | 変えるのうた           | Dirty Old Men          |
| 2012.4.2 - 5.3            | 願いにかえて           | 井上昌己               |
| 2012.5.4（地上波最終回）  | (提供クレジットの曲）  | (提供クレジットの曲）  |
| 2012.5.17（BS帯枠最終回） | 星の旅人               | 加山雄三               |

## エピソード

### 地井のエピソード
地井は散歩中、色々な場面に遭遇することが多々あった。また、6年間の散歩において、数々のエピソードが残っている。
- 撮影は毎回2本撮りで、毎回6時間歩き続けた。商店がない場所でスタッフがバスでの移動を提案した際にも歩き続けた[26]。
- 散歩中に路地を発見すると、予定外の路地裏にどんどん入っていくこともあり、スタッフが地井を見失って慌てる事もあった[2]。
- 地井は文化放送で自ら『地井武男の音楽旅行』という番組のパーソナリティを務めていたこともあってか、浜松町（移転前は四谷）付近を散歩すると、度々文化放送の事を口にしていた（同局本社に立ち寄ることもあった）[注 55]。また、四谷界隈を散歩した回で、解体前だった同局旧社屋を絵手紙に綴っていた[27]。
- 地井と親交のある芸能人との交流や、散歩中に芸能人に遭遇する例（小野武彦、槙原敬之[注 56]、中尾彬など）もあった。
  - 村上信五・丸山隆平・安田章大（関ジャニ∞）：『七人のサムライ J家の反乱』（ABC）で共演[注 57] - 2007年12月28日放送『ちい散歩スペシャル』（『関ジャニ∞の代打屋』PRのため出演）
  - 水谷豊：『刑事貴族』（日本テレビ系）などで共演 - 2010年12月30日放送年末スペシャル（『相棒 season9』および『相棒 -劇場版II- 警視庁占拠! 特命係の一番長い夜』のPR）[28]
- 2010年11月1日放送の「幕張」編では、地井が同年9月25日に千葉マリンスタジアム（現：ZOZOマリンスタジアム）で行われた『ゆめ半島千葉国体』の総合開会式にて、地元匝瑳市の有志930人とともに八重垣神社祇園祭の神輿と祭囃子を臨席した天皇・皇后の前で披露した際のエピソードを特別に紹介した。[29]

### 放送中におけるその他のエピソード
- 2009年5月11・12両日の放送で地井が栃木県栃木市を散歩した直後から、同市を訪れる観光客が急増し、同市から番組に感謝状が贈られた[30]。
- 2010年6月17日放送の「矢島&久保田アナの流行りもの散歩」では、当時開催中だったサッカーW杯南アフリカ大会にちなんだ特別編として、矢島と久保田がサッカーとW杯にちなんだ場所を散歩した。2人のほか、後輩アナウンサーの加藤泰平も合流し、国立代々木競技場近辺（代々木公園の「SAMURAI BLUE PARK」の龍馬像[31] など）を散策したほか、2日後に行われた「日本VSオランダ」戦にちなみ、オランダ料理店などを訪問した。なお、この回はテレビ朝日のサッカー日本代表中継番組のキャッチコピーをもじった「絶対に楽しい散歩がここにはある。」のコピーが本編冒頭に登場した。

### 番組終了後のエピソード
- 地井は本番組終了→後番組『若大将のゆうゆう散歩』への引き継ぎの際、加山雄三から電話で「君の視聴率を守れるか、それが一番心配だ」と漏らされ、地井は「そんなこと言わないでください。大丈夫ですよ」と励ました。番組が好調だったため、加山から再度地井に電話があり「視聴率を守れたよ」と報告を受け、地井は加山に「夏のロケは暑いですよ」と言ったという。加山は「まさにその通りだった」[32] と、地井の人柄を偲び「まさかこんなことになるとは思わなかった。信じられなかった。あんなに元気だったのに」と話した[33]。
- 2013年3月25日放送の『若大将のゆうゆう散歩』にて加山が福岡県北九州市門司港を散歩、地井が本番組で訪れた際に描いた絵手紙を観賞し、改めて地井の人柄を偲んだ。また、2017年9月25日放送の『じゅん散歩』でも高田純次が同市小倉を散歩し、小倉城に展示された絵手紙を観賞し地井の人柄を偲んだ[34]。いずれもその際に、本番組テーマ曲の「ほのか」がBGMとして流れた[注 58] ほか、高田が訪れた際は「じゅん散歩で来た、地井武男ですが」と、高田お得意の「テキトー節」を交えて挨拶し笑いを誘った。
- 2016年1月11日放送の『じゅん散歩』にて高田が池袋駅東口周辺を散歩、訪れた小料理屋が本番組で地井が訪れた場所[注 59] だった事に驚き、女将から地井との交流を聞きつつ人柄を偲んだ。
- 2018年11月18日に放送された『路線バスで寄り道の旅×じゅん散歩スペシャル2018』にて、高田と徳光和夫（『路線バスで〜』のメイン出演者。フリーアナウンサー、元日本テレビアナウンサー）が江戸川区船堀の「昭和通り商店街」に立ち寄り、商店街内に立地する老舗佃煮店を訪問した際、店主が地井の従兄弟である事を自ら明かした[35]。
- 2021年7月22日放送の『じゅん散歩』の「映画の街 調布」の回にて、高田が調布駅東口に設置されている「日活スター手型モニュメント」[36][注 60] を訪れた際、石原裕次郎や渡哲也、吉永小百合などの手形には興味を示したものの、地井の手形もあるにもかからず、それに関しては気が付かなかった。
- 2022年2月23日放送の『じゅん散歩』の「若葉台」の回にて、高田がテレビ朝日若葉台メディアセンターを訪れ、同センターのアーカイブ保管庫を見学した際に本番組のアーカイブを発見した（この時は視聴しなかったため、映像は紹介されなかった）[注 61]。

## スペシャル

### スペシャルウィーク
毎年8月最終週などに、スペシャルウイークとして週を通じて地井が新たに収録を行った散歩を放送していた。
- 2006年8月28日 - 9月1日の週は5日間にわたり、浅草→深川→神楽坂→本郷→上野を散策する特別版を放送した。
- 2007年9月3日 - 7日の週は5日間にわたり神奈川県の4エリア（鎌倉（前・後編）→湘南・江ノ島→葉山→横浜中華街）を散歩する新録版を放送した。
  - 「横浜中華街」編では生稲晃子が参加して、地井と二手に分かれて散歩している。本編では生稲が散歩している部分は少なかったが、9月13日放送の「ちい散歩くらぶ」で未公開VTRとして生稲が散歩したその他の場所を紹介した。これが後に「商店街散歩 生稲がいく」をスタートさせるきっかけとなった。
- 2008年8月11日・12日は「昭和散歩スペシャル」として『昭和散歩』で地井がこれまで訪れた昭和の思い出の場所などを振り返ったほか、新たに「ちばてつや」編を放送。漫画家のちばの自宅を地井が訪問し『あしたのジョー』などの作品に込められた思い出などを語ってもらった。ちば編は13日放送の通常の「昭和散歩」と合わせて2日間にわたって放送された。
- 2008年8月18日 - 22日の週は5日間にわたり「特選ちい散歩スペシャル」と題し、地井がこれまでに行った散歩コースの中からリクエストの多かった5ヶ所を厳選して放送。日光→護国寺→二子玉川→雑司が谷→横浜・桜木町の順に放送した。
- 2010年3月22日 - 26日までの5日間、番組史上初の海外ロケとして、「ハワイ」編を放送した。
  - 22・23日には地井がハワイを散歩し、現地在住の多くの日系人と触れ合った。前編では地井がハレイワのカメハメハ通りなどを散歩。後編でハワイ・モイリイリ地区にある日系人のための文化施設「ハワイ日本文化センター」内の日系人移民歴史資料館を訪れ、地井が写っている集合写真を見つけ、地井がサインを入れた。
  - 24日には「昭和散歩・特別編」と題し「日系人とパール・ハーバー」を特集。生き証人である日系人を地井が訪れ、体験話を伺った。
  - 25日には「流行もの散歩 矢島がいく・ハワイ」編と題して、矢島がワイキキ周辺を散歩。朝市に立ち寄ったり、アラモアナセンターでリボンレイ作りなどを体験したほか、ワイキキビーチで夕陽を堪能した。
  - 26日には22 - 24日分を1時間にまとめた総集編を放送した（ただし「寺門ジモンのウマすぎて御免」と「おでかけ散歩 どこいく?」は通常放送だった）。
- 2011年8月15日 - 18日までの4日間にわたり『5周年記念特別編』として、地井がこれまでに散歩でふれあった人々との交流や、地井が散歩先で訪ねた職人たちの技などを総集編で紹介した。
- 2011年11月28日 - 12月2日までの5日間にわたり『ちい散歩スペシャル感謝祭・未来に残したい技術』と題して、連日11時25分までの90分拡大版で放送（最終日となる12月2日は通常の65分版で放送）した。地井が未来に残したい伝統の職人芸を持つ職人を訪ね、28日と29日は板橋本町と西日暮里を散歩する新録版を放送し、30日と12月1日は散歩先で訪ねた職人たちの技などの総集編と、散歩後も地井が気になっていた職人との再会をする新録版を放送。2日は「昭和散歩」で訪ねた職人たちの技などを総集編で紹介した。「いいものさがし ちい散歩くらぶ」も2日を除き拡大版となり、3品を紹介した。なお、1週間にわたり拡大版で放送されたのはこれが最初で最後となった。
- レギュラー放送最終週の2012年4月30日 - 5月4日まで、5日間すべてを地井のために充てる形で放送。まず4月30日・5月1日両日には「川越」編（2007年7月30日・31日放送）を2日間続けてアンコール放送した。続く5月2日の「昭和散歩総集編」は「昭和の洋食」編を放送した。最終回前日の5月3日は「木曜散歩」を取り止め、地井が散歩で会った職人たちを回顧した。

### 特番
主に祝日などに放送時間を拡大し『ちい散歩○○スペシャル』と題したスペシャル番組が放送されていた。

#### 拡大版スペシャル（祝日）
- 2010年4月29日より、祝日のみ90分に拡大し、9:55 - 11:25（関東地区）の枠で放送（通常の35分版の場合もあった）。ただし、祝日の放送が通常版の場合、10:30 - 11:25は『修造学園』などの特番に充てられた（平日同様、時代劇の再放送の場合もあった）。
  - 長野朝日放送では9:55 - 10:30の通常編成で放送された（当日の編成により、放送しない場合もあった）。
  - 後日、BS朝日でも90分版のまま放送されていた。
- VTRは「いいものさがし ちい散歩くらぶ」を挟み2部構成。第2部終了後は「寺門ジモンのウマすぎて御招待!!」と「いいものさがし ちい散歩くらぶ」（第1部終了後の時とは別の商品を紹介）を放送。エンディングの後『ワイド!スクランブル』に接続。
- 年末特番の場合は、12月30日の9:55 - 11:45の枠で放送（後述）。

2010年以前
2010年以降に祝日のたびに行われるようになった拡大版以前にも、祝日の放送が『スーパーモーニング』の枠拡大の関係で休止の時に特番が放送されたことがあった。
- 『ちい散歩 GWスペシャル』
関東地区で2007年5月3日・4日の2日連続で10:30 - 11:24（30秒）の枠で番組初の1時間スペシャルを放送。両日とも新録版で、3日は「神田・お茶の水・秋葉原」編を放送。番組の歴史において、最初で最後の1泊2日の散歩となった。4日は「谷根千」編を放送した。なお、同年4月30日から5月4日までは全日『スーパーモーニング』が10:30まで延長のため、通常放送は休止した。
- 『ちい散歩 日光スペシャル』
2007年10月8日（体育の日）に10:30 - 11:24（30秒）（関東地区）。地井が栃木県日光市を散歩した。東京エリア以外でロケを行った1時間スペシャルはこれが最初であり、視聴率はこの時間帯としては極めて高い10.5%を記録した。
それ以後、2008年7月21日（海の日）まで『ちい散歩』が祝日に放送されなかったため、2009年度まで祝日拡大版は行われなかった（2008年度後期および2009年度は祝日も通常版のみで放送していたため、前後編方式が取られていた）。

2010年以降
- 2010年4月29日（木曜日、昭和の日） - 高尾山
- 2010年7月19日（月曜日、海の日） - 表参道
BS朝日でも2010年7月25日15:00 - 16:30に放送された。
- 2010年9月23日（木曜日、秋分の日） - 秋田県横手市増田町
BS朝日でも2010年10月2日13:00-14:25に放送された。
- 2010年11月23日（火曜日、勤労感謝の日） - 葉山
- 2010年12月23日（木曜日、天皇誕生日） - 青森県むつ市大畑町
BS朝日でも2010年12月25日13:00-14:25に放送。
- 2011年3月22日（火曜日） - 新宿（2008年11月3・4日放送の再編集版）
本来の祝日である前日の3月21日（春分の日）は、10:30 - 11:25に『TOKYO GAS presents 地球の目撃者』放送の関係上、通常版（当初、茨城県の「鹿嶋」編・前編を放送予定だった）で放送した。
当初、鹿嶋（後編）と潮来の2編を放送予定だったが、東日本大震災の影響により放送を見送った。「鹿嶋」編はその後再編集され、7月25日に「鹿嶋市鹿島神宮」編の中で放送された。また「潮来」編は2012年12月30日の年末特番で初めて放送された。
「新宿みやざき館 KONNE」（宮崎県のアンテナショップ）で2008年当時販売されていた東国原英夫[注 62]宮崎県知事（当時）[注 63] の似顔絵イラスト入り物産品の紹介がカットされた。
- 2011年5月3日（火曜日、憲法記念日）- 三ノ輪
- 2011年5月4日（水曜日、みどりの日）- 本駒込
- 2011年7月18日（月曜日、海の日）- 山口県下関市
- 2011年9月19日（月曜日、敬老の日） - 港区天現寺周辺
- 2011年11月23日（水曜日、勤労感謝の日）- 銀座

#### 年末スペシャル
ちい散歩では毎年、1年間の最後の放送が『年末スペシャル』として放送される事が恒例であり、番組の最後には地井が1年間の視聴に対する御礼を述べていた。なお、2008年と2009年は放送されなかった。
- 『ちい散歩 '06年末スペシャル 師走の下町散歩』
2006年12月27日（9:55 - 11:25、関東ローカル）。アメヤ横丁など上野エリアを散策した。
- 『ちい散歩 '07年末スペシャル 師走の浅草散歩+今年出会った人・味+懐かしい昭和の風景』
2007年12月28日（9:55 - 11:25。テレビ朝日、青森朝日放送）
地井と親交のある研ナオコ[注 64] がゲストとして参加、年の瀬の浅草に出向き、一緒にブランコに乗ったりしながら散歩を楽しんだ。また前述のエピソードにあるように、関ジャニ∞の村上・丸山・安田も飛び入り参加した。番組中盤では地井と研、そして生稲も参加し屋形船でトークを展開、この1年で地井が散歩先で出会った人々や堪能した味などを振り返った。
- 『ちい散歩 '10年末スペシャル』
2010年12月30日（9:55 - 11:45。テレビ朝日、長野朝日放送、静岡朝日テレビ[37]）
静岡県富士宮市、山梨県忍野村、大泉学園、と、番組史上初の豪華3本立てとなった。
なお、大泉学園編にはドラマ『相棒』シリーズに「杉下右京」役で主演し、地井とも親交がある水谷豊[注 65] とともに東映大泉撮影所とその近辺を散歩した[28][注 66]。
- 『ちい散歩 '11年末SP 最後の富士山スペシャル』
2011年12月30日（9:55 - 11:45。テレビ朝日、青森朝日放送、岩手朝日テレビ、秋田朝日放送、福島放送、長野朝日放送、静岡朝日テレビ、愛媛朝日テレビ）
静岡県富士市、山梨県富士河口湖町の2本立てで構成。
年末特番としては最多の8局同時ネットとなった。
しかし翌年に番組終了、そして地井が逝去した事により、地井が富士山周辺を訪ねたのはこれが最後になり、タイトル同様に本当にその通りになってしまった。

#### ちい散歩サタデー
2011年以降、土曜日の午前枠に『ちい散歩サタデー』と題した特番を不定期で放送し（スペシャルサタデー第1部、関東ローカル）、主に過去放送分（前後編形式で放送されたもの等）を再編集したものが放送されていた。地井が入院した2012年2月まで7回放送された。また、番組後半はレギュラー放送同様「いいものさがし ちい散歩くらぶ」（1〜2品を紹介）となっていた。
この土曜版はその後の散歩シリーズの週末特番（『若大将のゆうゆう散歩サタデー』『じゅん散歩デラックス→サンデーじゅん散歩』）、そして、2021年現在放送中の『週刊!じゅん散歩』へと受け継がれている。
| 回 | 年     | 放送日   | 放送時間              | 内容 |
| -- | ------ | -------- | --------------------- | --- |
| 1  | 2011年 | 3月5日   | 10:50 - 11:45 （JST） | 2010年末に放送された年末スペシャルのうち、静岡・富士宮と山梨・忍野村の2編を再編集して放送した。                             |
| 2  | 2011年 | 7月30日  | 10:50 - 11:45 （JST） | 2007年10月8日に放送された『ちい散歩 日光スペシャル』を再編集して放送した。                                                  |
| 3  | 2011年 | 10月1日  | 10:50 - 11:45 （JST） | 2009年10月12・13日両日に放送した「長野・善光寺」編を再編集して放送した。                                                    |
| 4  | 2011年 | 11月12日 | 10:50 - 11:45 （JST） | 2009年11月23・24日両日に放送された「函館」編を再編集して放送した。                                                          |
| 5  | 2011年 | 12月3日  | 10:50 - 11:45 （JST） | 2010年3月に放送された「ハワイ」編を再編集して放送した。                                                                     |
| 6  | 2012年 | 1月28日  | 10:50 - 11:45 （JST） | 2010年1月11・12日両日に放送された「筑波山」編を再編集して放送した。                                                         |
| 7  | 2012年 | 2月11日  | 10:50 - 11:45 （JST） | 2009年10月12・13日両日に放送された「長野・下諏訪」編を再編集して放送した。 この回を以て『ちい散歩サタデー』最終回となった。 |

#### 全国ネット特番
- 『ちい散歩スペシャル 秋の京都ぶらり新発見!』
2011年12月25日14:00 - 15:25（サンデープレゼント枠、テレビ朝日系24局フルネット）
本番組初の全国ネット進出となった同特番では、地井が番組開始以来初めて関西エリア[注 67] を訪れ、京都を散歩した。女優の萬田久子[注 68] がゲストとして参加し、萬田と一緒に三条周辺を散歩[38]。また、四条烏丸と京都駅周辺も散歩する3本立てとなった。
番組の歴史における最初で最後の全国ネット放送となった[注 69]。

#### レギュラー放送終了後の特番

##### 追悼特別番組
地井が2012年6月29日に逝去した事を受け、翌日以降『ちい散歩』はもとより、様々な追悼番組が以下の通り放送された。
ちい散歩における追悼特番
- 『追悼特別番組 ちい散歩 ありがとう!地井さん 6年間 3,227,000歩の軌跡』[17][39]
2012年6月30日 10:00 - 11:45（スペシャルサタデー第1部、関東ローカル）。
地井の逝去を受け、追悼番組として緊急放送。番組では地井の6年間に亘る散歩を改めて回顧し「一番印象に残った散歩」と生前語っていた「羽村」（2009年4月28日放送）と、最後の散歩となった「京王よみうりランド」（2012年2月28日放送）の2編をアンコール放送した。
視聴率は土曜日の同時間帯では高い数字となる9.7%（ビデオリサーチ調べ）を記録した[40]。
- 『追悼・地井武男さん…ちい散歩 昭和の風景傑作選』
2012年8月11日 10:00 - 11:45（スペシャルサタデー第1部、関東ローカル）。
後述の追悼特番放送日に放送された。人気企画の一つだった「昭和散歩」の傑作選。地井が「昭和散歩」で訪れた昭和の思い出の場所を改めて回顧した。
番組内に登場した人は氏名の隣に放送当時の年齢を記載。ただし物故者の場合、氏名の下に小さく「（yyyy年に逝去しました）」の表記をつけた（「昭和の洋食」の洋食店の主人（2007年没）、「東京タワー」の建設を担った親方（2012年没）など）。
番組の最後には「昭和散歩」最終回（2008年12月24日放送）時の地井の挨拶が放送された。
なお、同番組は2012年8月期ギャラクシー賞月間賞を受賞している。また、同年11月14日発売のDVD-BOX『ちい散歩傑作選〜日本の四季を感じて〜』（後述）のうちの1枚「昭和の風景」編として収録[19]。

俳優・地井武男の追悼特番
- 『追悼・地井武男さん 土曜ワイド劇場特別企画 大崎郁三の事件散歩』
2012年6月30日 21:00 - 23:06（全国ネット）
地井の遺作となった主演ドラマ（2011年12月撮影）。『ちい散歩』をモチーフとした作品で、随所にちい散歩をオマージュした描写がみられる[17]。本来2012年の秋に放送する予定だったが、地井の逝去を受けて、急遽追悼特番として6月30日に放送された。
スタジオ進行はアナウンサーの寺崎貴司、矢島悠子が務めた。また、ドラマ本編終了後にはドラマの舞台となった谷根千を散歩した「ちい散歩 GWスペシャル・谷根千」編（2007年5月4日放送）をアンコール放送した。
平均視聴率は16.0%（関東地区、ビデオリサーチ調べ）。
なお、下述の追悼特番放送日である8月11日、関東ローカル（12:00 - 16:00、スペシャルサタデー第2部）にて同作品ならびに、同じく『土曜ワイド劇場』で放送された地井出演のシリーズドラマ『西村京太郎サスペンス 鉄道捜査官11』（2010年4月10日放送。この回が地井最後の出演となった）を再放送した。
- 『追悼・地井武男さん…「想い出をありがとう 今夜、最後のお別れ」』（公式サイト - ウェイバックマシン（2012年10月20日アーカイブ分））
2012年8月11日 18:30 - 20:54（全国ネット）
地井の追悼特別番組。ちい散歩のVTRを中心に構成され、地井と親交のあった芸能人らのインタビュー等も交え、また8月6日開催の地井の「お別れの会」の模様も紹介しながら、全国の視聴者と共に地井に最後のお別れをした。
インタビュー出演者として、渡哲也、水谷豊、夏八木勲、小野武彦、研ナオコ、萬田久子、村上信五（関ジャニ∞）、錦戸亮（当時：関ジャニ∞）ほかが登場した。なお、インタビュアーとして矢島悠子が出演。また「お別れの会」参列者から音無美紀子、加山雄三らもコメント出演した。
平均視聴率は13.5%（関東地区、ビデオリサーチ調べ）。

##### DVD発売記念特番
- 『ちい散歩傑作選スペシャル〜日本の四季を感じて〜』
2012年11月10日 10:00 - 11:45（スペシャルサタデー第1部、関東ローカル）。
DVD-BOX『ちい散歩傑作選〜日本の四季を感じて〜』（後述）[19] 発売を記念して、ちい散歩の傑作選を放送。DVDへの収録候補に挙がりながらも選考から外れた散歩を、DVD-BOXの巻立て順に合わせて紹介した。また、番組終盤にDVDの紹介が「ゆうゆう散歩 いいものさがし」のスタジオにて行われ、生稲晃子とラッシャー板前、そして佐分千恵アナウンサー（当時）が出演した。
福島放送では12月25日、大分朝日放送では12月28日、北陸朝日放送では12月29日、新潟テレビ21・北日本放送・愛媛朝日テレビでは12月30日、秋田朝日放送・テレビ宮崎では2013年1月2日に放送。

##### 年末スペシャル（2012年）
- 『ちい散歩傑作選年末SP〜初公開!幻のちい散歩〜』
2012年12月30日 6:00 - 8:00（関東ローカル）。
2012年の年末特番は、ちい散歩の名珍場面を中心に「幻のちい散歩」として、東日本大震災の影響により放送を見送られていた「潮来」編（当初2011年3月22日に放送予定）をテレビ初放送し、潮来での絵手紙を初公開した。また、先述のDVD発売記念特番と同様に、番組終盤にDVDの紹介がスタジオにて行われた。
当日は青森朝日放送、山形テレビ、長野朝日放送、メ〜テレ、琉球朝日放送へも同時ネット。
なお『ちい散歩』単体としての特番はこの番組で最後となった。

##### 散歩シリーズ10周年記念特番
- 『散歩10周年記念 じゅん散歩超デラックス〜若大将とまさかの爆笑ゆうゆう散歩 ちい散歩から10年!名場面も一挙公開〜』
2016年10月22日 9:55 - 11:40（スペシャルサタデー第1部、関東ローカル）。
2015年より現在放送中の『じゅん散歩』の放送開始1周年、並びに散歩シリーズ開始10周年を記念して放送された。なお、地井を偲ぶコーナーとして、地井の出身地である匝瑳市にて生前に植樹した「ちいちいの森」[41] の現在の姿や、地井も毎年のように参加していた「八重垣神社祇園祭」の模様を紹介した[42]。なお、この日のメイン企画は高田純次（3代目散歩人）と加山雄三（2代目散歩人）の新旧散歩人2名が浅草〜丸の内近辺を散歩する企画であった。

#### 通販関連番組
- 『ちい散歩スペシャル 発表!いいもの大賞』
2009年12月5日 14:54 - 16:55（関東ローカル）。
2009年1年間に「いいものさがし ちい散歩くらぶ」・「特選いいものさがし」で紹介した400点近くのアイテムから、売上金額をもとにベスト30を発表。地井、ラッシャー、生稲、矢島といったおなじみの面々に加え、阿藤快、国生さゆり、松本伊代、モンキッキー（現・おさる）といった豪華ゲストも出演した。
- 『いいものリサーチ!特命調査隊』
2010年7月10日 13:59 - 16:00（関東ローカル）
- 『夢のゲンテイ天国（）』
2010年11月13日 13:59 - 16:00（関東ローカル）

#### その他の関連番組
- 『地井さん父娘でニューヨーク散歩!僕らの青春 ウエスト・サイド・ストーリー』
2009年6月14日15:30 - 16:25
『ウエスト・サイド物語』の50周年記念ワールドツアー日本公演に合わせて、地井とニューヨーク在住（当時）の娘の麻衣子、前田有紀がニューヨークを散歩した。また、ちい散歩の非ネット局だった朝日放送（現・朝日放送テレビ）でも7月4日に放送されたほか、テレ朝チャンネルでも7月に放送された。
- 『寺門ジモンVS肉の五賢帝』
2012年3月17日 10:50 - 11:45（関東ローカル）
2012年3月に東急百貨店東横店で開催のグルメイベント「寺門ジモン厳選!夢のウマすぎグルメ祭」PRの一環として放送された。

## スタッフ
- 構成：勝木友香
- プロデューサー：河野勝、岡崎利貞（VIVIA）
- アシスタントプロデューサー：鈴木律子（VIVIA）
- 美術：日芸
- フラワーアレンジメント：江口美貴（Flower Salon Miki Art School）
- イラスト：マサル
- 技術協力：TSP
- 制作：テレビ朝日、VIVIA

## 番組連動企画・イベント
ちい散歩フェア
ちい散歩の世界を楽しんでもらうイベントとして、2010年に首都圏の百貨店（主にそごう・西武系）で5回にわたり開催されていた。イベントでは地井が描いた絵手紙の展示・販売や、地井が訪れた店のメニューや工芸品などを販売するほか、会期中の1日のみ地井も来訪しトークショーとサイン会も開催。地井の来訪がない場合もあった。八王子では生稲と萩野が来訪したが、大宮では地井らの来訪はなかった。
1. 2010年1月20日 - 1月25日、会場：そごう千葉店
2. 2010年5月25日 - 5月30日、会場：そごう横浜店
3. 2010年9月14日 - 9月20日、会場：そごう大宮店
4. 2010年9月22日 - 9月28日、会場：そごう八王子店（※2012年1月閉店）
5. 2010年12月14日 - 12月20日、会場：西武池袋本店

みんなで“えこ散歩”
2008年、テレビ朝日の「地球温暖化防止プロジェクト」の一環として地球温暖化防止およびCO2排出量削減を願って、地球と健康のためにみんなで歩くことをコンセプトに企画、同年3月より番組ホームページ・携帯サイトで展開された。散歩コースの情報を携帯サイトに投稿すると、抽選でプレゼントがもらえた。散歩コースにはもちろん地井が番組で歩いたコースも登場した。
緑のカーテンプロジェクト
「地球温暖化防止プロジェクト」の一環として地球温暖化防止およびCO2排出量削減を願って、2009年より毎年夏に行われている。テレビ朝日六本木本社屋上にて、スタッフ総出で農作物を植え、文字通り「緑のカーテン」を生育していくプロジェクトで、サカタのタネ全面協力による。なお、初日には地井も参加した。また、経過報告については 矢島のブログ でも紹介された。

### 絵手紙展
- 『ちい散歩5周年記念 地井さんの絵手紙展』
番組開始5周年と、豪華画集『地井さんの絵手紙483枚』（後述）の発売を記念して、2011年6月11日 - 7月11日まで、東京・六本木のテレビ朝日本社ロビーにて開催された。
- 『ちい散歩 地井さんが描いた563枚の絵手紙展』
2012年7月10日 - 7月16日まで、東京・銀座三越9階テラスコートで開催。なお、会期前に地井が逝去したが、開催自体はその前に決定しており、また「日本の将来を担う子供たちのために何かしたい」という地井の遺志を継いで予定通り開催となった。同展では地井が描いた絵手紙563枚（開催当時未放送の「潮来」と2012年12月現在未放送の「鹿嶋」を除く）を展示し[注 8]、また原画の販売（一部非売品あり）[16] も行い、原画は初日ですべて完売となった。なお、販売収益は同年9月27日を以てあしなが育英会に全額寄付となった。
また、絵手紙以外にも、地井が番組で持ち歩いていた愛用品の展示、画集『ちい散歩 地井さんの絵手紙 最終集』（後述）の先行販売が行われた。

## 関連商品

### 書籍
『ブルーガイドムック ちい散歩』シリーズ
地井武男監修、実業之日本社。
番組で紹介したコースを収録したムック。いずれも全22コースを収録。
- 『ちい散歩』 2007年1月9日発売 ISBN 978-4-408-02963-4
- 『ちい散歩2』 2007年6月2日発売 ISBN 978-4-408-02969-6
- 『ちい散歩3』 2007年9月25日発売 ISBN 978-4-408-02974-0
- 『ちい散歩4』 2008年1月17日発売 ISBN 978-4-408-02989-4
- 『ちい散歩5』 2008年9月11日発売 ISBN 978-4-408-03001-2
- 『ちい散歩6』 2010年3月5日発売 ISBN 978-4-408-03040-1

『ちい散歩 地井さんの絵手紙』シリーズ
地井武男監修、新日本出版社。
- 『ちい散歩 地井さんの絵手紙』 2008年5月23日発売 ISBN 978-4-406-05137-8
- 『ちい散歩 地井さんの絵手紙 第2集』 2009年1月28日発売 ISBN 978-4-406-05221-4
- 『ちい散歩 地井さんの絵手紙 第3集』 2010年1月15日発売 ISBN 978-4-406-05299-3
- 『ちい散歩5周年記念 地井さんの絵手紙483枚』2011年7月25日発売 ISBN 978-4-406-05483-6
2006年4月3日の第1回放送「浅草」から2011年5月10日放送の「若松河田」までの計483枚を収録。
- 『ちい散歩 地井さんの絵手紙 最終集―2011年5月から2012年2月に描いた80枚―』 2012年7月18日発売 ISBN 978-4-406-05598-7
2011年5月16日放送の「小竹向原」から通算563枚目となる「京王よみうりランド」（2012年2月29日放送）までの計80枚を収録。この「最終集」は地井の逝去後に発売となったが、巻頭に地井によるメッセージ、巻末に地井直筆のサインが掲載されている。なお、刊行当時未放送の「潮来」と2012年12月現在未放送の「鹿嶋」は収録されていない。

『ちい散歩 昭和の風景―こころに残るあの街角―』
地井武男監修、学習研究社。2008年10月18日発売 ISBN 978-4-05-604937-4
『ちい散歩 職人の技・老舗の味』
地井武男監修、日本文芸社。2009年6月29日発売 ISBN 978-4-537-20754-5
『ちい散歩メモリアルフォトブック 想創奏』
テレビ朝日「ちい散歩」制作スタッフ編、新日本出版社。2013年6月29日発売 ISBN 978-4-406-05694-6

### DVD
DVD-BOX『ちい散歩傑作選〜日本の四季を感じて〜』
2012年11月14日発売。「春編」「夏編」「秋編」「冬編」「下町編」「昭和の風景編」の全6巻（トールケース仕様）を特製化粧箱入りのセットにして、通信販売（Ropping!）限定で発売。特典として、地井が散歩で描いた絵手紙を絵葉書にして5枚セットで封入（うち1枚は潮来市で描いたもの）。
なお、売上の一部は地井の遺志を継ぎ、あしなが育英会に寄付された。

## 受賞
- 2010年：第18回橋田賞（テレビ番組部門）[43]
- 2012年8月：ギャラクシー賞月間賞 - 『追悼・地井武男さん…ちい散歩 昭和の風景傑作選』[19]